# Libération (journal)
Pour les articles homonymes, voir Libération.
Libération est un quotidien national français paraissant le matin, disponible également dans une version en ligne. Fondé sous la protection de Jean-Paul Sartre et Maurice Clavel, le journal paraît pour la première fois le 18 avril 1973 et reprend le nom d'un titre de presse créé en 1927 par le libertaire Jules Vignes, nom qui sera également celui d'un des journaux de la Résistance dirigé par Emmanuel d'Astier de La Vigerie.
De ses débuts, situé à l'extrême gauche, Libération évolue, dès 1978, vers une ligne éditoriale présentée comme étant « libéral-libertaire » et, en 1981, à la suite d'une nouvelle équipe et d'une nouvelle formule, vers la gauche socialiste de Mitterrand. Depuis septembre 2020, il intègre un fonds de dotation créé à partir d'Altice Média, groupe détenu par le milliardaire Patrick Drahi, principal actionnaire de BFM TV. En 2023, le quotidien se présente cependant comme « le journal de toutes les gauches ».
Depuis 2020, Dov Alfon est à la fois directeur de la publication et de la rédaction.

## Histoire

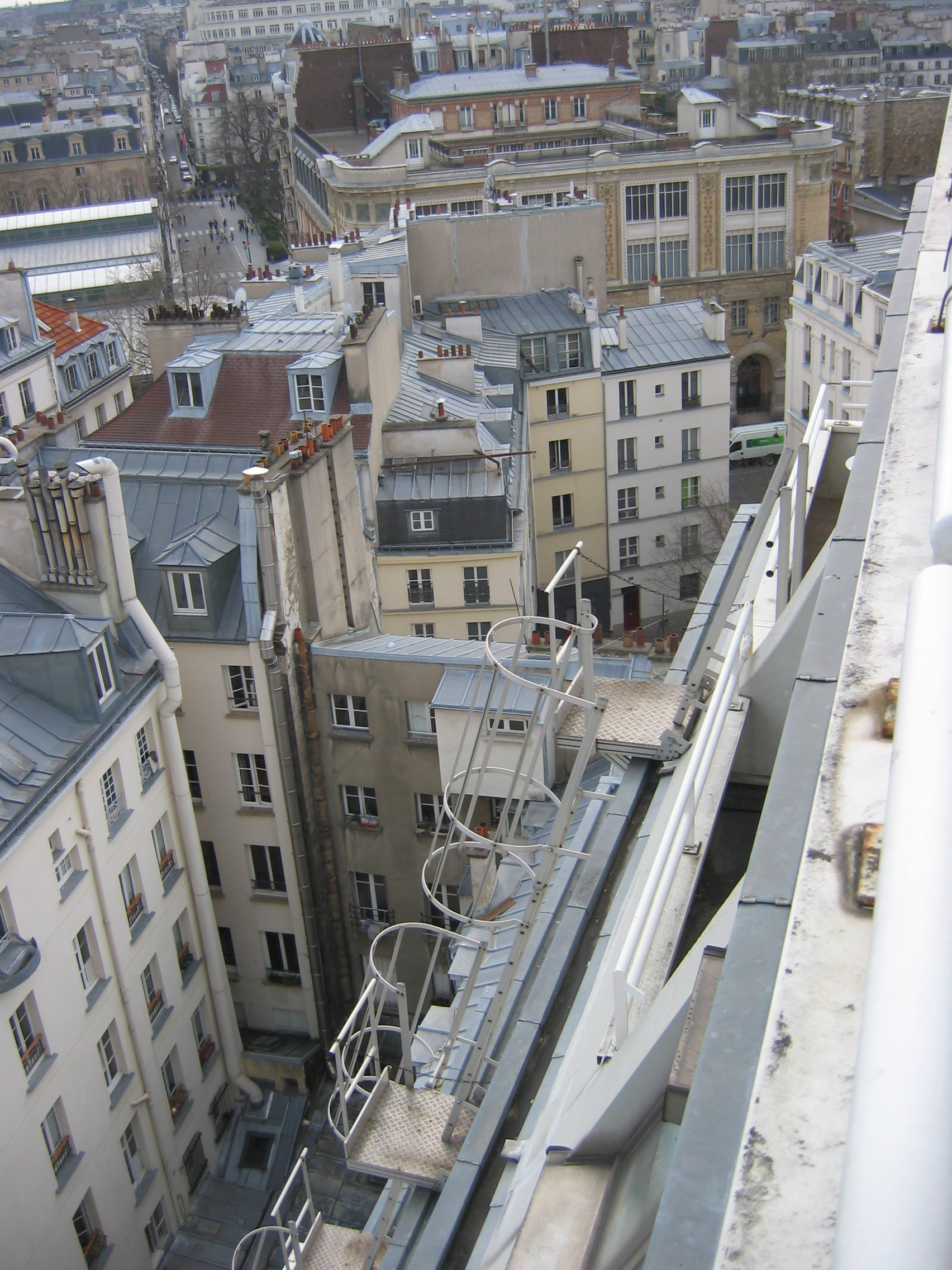
Vue depuis la terrasse du journal lorsqu'il était au 11 rue Béranger.

### Libérationno1, première époque: Jean-Paul Sartre

#### Projet de journal
En 1972, Jean-Claude Vernier, ancien élève de l'École centrale Paris et militant maoïste, rencontre au siège du quotidien Paris Jour, alors en grève et occupé par ses salariés, Jean-René Huleu, journaliste hippique, qui imprime, sur place, un bulletin quotidien appelé Pirate, afin de rendre compte des luttes ouvrières de la région (affaire de Bruay-en-Artois) ou des répressions policières (affaire Alain Jaubert). Jean-Claude Vernier, qui cogère déjà avec Maurice Clavel l'Agence de presse APL, créée, le 18 juin 1971, sur le modèle du Centre Landry animé par Pierre Vidal-Naquet lors de la guerre d'Algérie ou du Liberation News Service (en), agence de presse underground des révolutionnaires américains), en rapporte à Paris l'idée d'un journal populaire de gauche.[pas clair] Le projet est repris par Benny Lévy, dirigeant de la Gauche prolétarienne, afin de relancer son mouvement qui est en train de s'étioler.
Le 6 décembre 1972, une réunion préparatoire au lancement d'un nouveau quotidien nommé Libération se tient à Paris. Cinq personnes s'y trouvent rassemblées autour de deux tables accolées : Jean-Paul Sartre, Jean-Claude Vernier, Jean-René Huleu, Serge July et Philippe Gavi. Claude Mauriac, qui a été convié à cette réunion, raconte la séance dans son journal.

#### Fondation du journal
En février 1973, Jean-Paul Sartre, Serge July, Philippe Gavi, Bernard Lallement et Jean-Claude Vernier fondent le journal Libération. Un manifeste, rendu public le 3 février 1973, en constitue la charte politique, dont la doctrine devait être « Peuple, prends la parole et garde-la ». Le quotidien se veut sans publicité ni actionnaire financier.

Un premier numéro de quatre pages, le numéro zéro, paraît le 5 février 1973, avec cette profession de foi, en encadré : 

« La politique pour Libération, c'est la démocratie directe. Aujourd'hui, élire un député, c'est vouloir que le peuple ne dise son mot, qu'une fois tous les cinq ans. Et encore, pendant ces quatre années, « l'élu du peuple » peut-il faire ce qu'il veut ? Il n'est pas placé sous le contrôle de ses électeurs ; il ne représente que lui-même. Mais si des gens du peuple veulent dire pourquoi ils voteront, ils pourront le faire dans Libération. Cette forme de débat est possible dans les colonnes du journal. Pour sa part, l'équipe de Libération refuse de cautionner un système qui coupe la parole au peuple. »

.
Un autre numéro de quatre pages, le numéro 1, paraît le 18 avril 1973, lançant une souscription pour le financement d'un organe quotidien entièrement libre. Le 22 mai, Libération sort pour la première fois régulièrement en kiosques, au prix de 0,80 franc.
Jean-Paul Sartre et Jean-Claude Vernier sont les premiers directeurs de publication du journal. Ils le restent jusqu’à leur démission le 24 mai 1974 pour désaccord avec Serge July, qui leur succède. La direction artistique du journal est assurée par Antonio Bellavita.
Le 9 mars 1973, un texte signé par 21 personnes fustige la prise de pouvoir par les maoïstes au sein du projet et débouche sur une direction tricéphale, incluant aussi Philippe Gavi et Eric Nahoun. Yves Hardy et les autres contestataires sont priés de prendre la porte. Meneurs de la contestation, ils sont licenciés avec l'accusation de « malhonnêteté intellectuelle ».
« Les comités Libération «, fondés pour soutenir le journal, regroupent « des milliers de gens qui n'ont qu'une idée, refaire le coup du Secours rouge », selon Serge July. L'idée de placer le journal sous le contrôle d'un « comité des sages », une sorte de « conseil constitutionnel », évoquée à se débuts, était un projet « fou car cela empêchait une presse libre », selon Serge July, qui le présente comme une « dizaine de personnes à l'autorité morale, au rôle historique important ». Libération encourage, à cette époque, tous les combats des opprimés. Quand les travailleurs de Lip, menacés de licenciement, occupent leur usine, Libération titre en première page « Travailleurs, vous pouvez faire de même ».
De 1973 à 1981, Libération est dirigé par ses salariés ; il y a un salaire unique pour toutes et tous ; et toutes les décisions importantes sont prises par l'assemblée générale des salariés, à la majorité des voix.

#### Arrivée des journalistes culturels d’Actuel
En avril 1975, le journal salue la victoire des Khmers rouges en plaçant en une : « Phnom Penh : sept jours de fête pour une libération ».
La seconde partie de l'année est marquée par un événement important : la fermeture du magazine Actuel en octobre 1975 (no 58) ; d'une façon inattendue puisque le journal se saborde, estimant ne pas se renouveler et ne rien avoir à dire dans l'immédiat, alors qu'il s'agit de la première année où il est bénéficiaire. Référence dans le domaine culturel, le magazine Actuel voit nombre de ses journalistes rejoindre Libération où ils vont constituer l'ossature d'un service culturel qui donne de nouvelles perspectives à un journal jusque-là resté très axé sur le militantisme politique et social.

#### Croissance des ventes en 1976-1977
Le 18 octobre 1977, le journal abandonne la bienveillance envers l'action violente et le terrorisme d'extrême gauche lorsqu'il publie, à la suite de la mort suspecte en prison des membres de la Fraction armée rouge (RAF) Gudrun Ensslin et Jan-Carl Raspe, « RAF-RFA : la guerre des monstres », ce qui provoque la rupture avec ses lecteurs autonomes, qui envahissent les locaux, se heurtant à la direction du journal.
Malgré cela, en 1977, le journal vend en moyenne 30 000 exemplaires, soit une hausse de 31 % sur 1976, année qui a déjà vu une progression de 51 % par rapport à 1975, soit un doublement en deux ans par rapport aux 15 000 exemplaires de 1975. Cela lui permet de continuer à embaucher, tout en affichant un modeste bénéfice de 10 101 francs pour 1977.

#### Concurrence accrue et pertes de 1978
En 1978, le quotidien se retrouve, pour la première fois, en perte, pour 11 % de son chiffre d'affaires 1978. Il est alors déclaré « non viable », car il ne tire qu'à 37 000 exemplaires, loin des 50 000 nécessaires pour équilibrer son budget.
Libération subit en effet une pression sur son prix de vente, due à la concurrence de trois rivaux : Le Matin de Paris, fondé le 1er mars 1977, The Paris Metro créé à l'été 1977 et Rouge, devenu quotidien du 15 mars 1976 au 3 février 1979. Ce dernier attaque violemment Libération, en dénonçant l'éditorial de Serge July, écrit pour le cinquième anniversaire de Mai 68 et l'accuse d'être un fossoyeur de Mai 68, car ce dernier annonce un désir de tourner la page. Peu avant, une polémique virulente oppose également le journal au mouvement féministe de Gisèle Halimi : Choisir la cause des femmes, célèbre depuis le procès de Bobigny de 1972, qui s'est plaint de la couverture par Libération du procès à Aix-en-Provence du viol de deux touristes belges quatre ans plus tôt à Marseille. Le journal s'est aussi vu reprocher les dessins du groupe Bazooka, sur la mort par la déflagration d'une grenade offensive du militant antinucléaire Vital Michalon lors de la manifestation à Creys-Malville en 1977, qui s'opposait à l'établissement du site nucléaire de Creys-Malville.
Malgré la concurrence, le tirage monte à 37 000 exemplaires par jour, soit une troisième année de croissance supérieure aux 35 000 exemplaires
 du début d'année, avec une pagination plus importante, passée à 20 pages, mais ce tirage s'avère trop faible pour rester viable et rentabiliser les coûts, car le prix de vente progresse moins vite que l'inflation.
Le journal décide cependant de continuer à refuser les publicités payantes, car la direction est convaincue que, sans indépendance financière — en particulier vis à vis des entreprises et des ministères — une indépendance politique est impossible. Le quotidien préfère les annonces des particuliers — qui sont payantes — et hésite à remonter son prix de vente.
Face à ces difficultés, au début de l'année 1979, Libération commence alors à publier des annonces destinées à des mineurs de 12 à 18 ans, pour tenter de devancer le magazine Le Gai Pied, qui sort un « numéro zéro » en février 1979 sur fond d'affaire Jacques Dugué, celle d'un suspect de pédocriminalité, en détention préventive depuis juillet 1978, révélée par le journal d'extrême droite Minute. Finalement lancé le 1er avril 1979, Le Gai Pied prend alors la clientèle homosexuelle de Libération.
Les 13 et 14 janvier 1979, Libération est condamné au tribunal correctionnel pour « outrage aux bonnes mœurs », en raison des dessins de l'été 1977 et un procès pour la publication de la lettre de Frédéric Oriach du 1er août 1977 est reporté au 25 janvier 1979. Frédéric Oriach est l'un des trois jeunes maoïstes arrêtés dans la nuit du 12 au 13 mai à Paris, porteurs d'armes ayant été utilisées pour plusieurs attentats mortels et ayant reconnu appartenir aux Noyaux armés pour l'autonomie populaire (NAPAP), qui ont assassiné, le 23 mars à Limeil-Brévannes, Jean-Antoine Tramoni, vigile de la Régie Renault, pour avoir abattu de cinq balles de 11,43, le 25 février 1972, Pierre Overney, militant ouvrier maoïste, de la tendance mao-spontex. membre de la gauche prolétarienne,
Le 1er mars 1979, il consacre trois pages à neuf exemples de ses publications poursuivies. En juillet 1979, il rend public le montant de 1,36 million de francs perdus en 1978 malgré les licenciements de novembre 1978 et décide un blocage des salaires à 2700 francs par mois. Le 14 septembre 1979, juste après la tentative de meurtre contre Jacques Tillier, L'Humanité dénonce les « accointances » de son journaliste Gilles Millet avec le truand Jacques Mesrine. En novembre 1979, l'interview de Samuelson avec Jean-Paul Sartre réalisée un an plus tôt est publiée en même temps que son livre.

#### Polémiques surHolocauste
En 1979, une longue série d'articles dans le journal, critique le téléfilm en quatre épisodes : Holocauste, tandis qu'est invité au comité de rédaction Pierre Guillaume, fondateur négationniste de la librairie La Vieille Taupe, qui reprend les thèses de Robert Faurisson. Dès juin 1978, la revue néo-fasciste de Maurice Bardèche, Défense de l'Occident, avait publié un article de Faurisson sur le « problème des chambres à gaz » qui, à la fin de l'année 1978, réussit ainsi à « déclencher en France une médiatisation sans précédent du négationnisme », d'autant qu'en octobre 1978, le magazine L'Express interviewe Louis Darquier de Pellepoix dans le même sens, un scandale « attentivement entretenu » dénonce François Cavanna dans Charlie Hebdo du 15 février 1979, trois semaines avant le téléfilm, programmé avec un grand débat aux Dossiers de l'écran. Cavanna souligne aussi « l’aspect commercial de l’opération Holocauste », très mise en avant dans les médias. La veille de ce débat, Libération publie une lettre de Gabriel Cohn-Bendit, réclamant une « liberté de parole, d'écrit, de réunion, d'association [...] totale » pour Faurrisson. Le lendemain du débat, le journal en confie le compte-rendu à Pierre Guillaume, qui y reprend la thèse absurde de Faurisson,,. Le lendemain, un article de Guy Hocquenghem, dénonce une mauvaise hiérarchisation des victimes, parlant trop peu des « centaines de milliers de déportés et gazés homosexuels » ou des tziganes et estime qu'en tête du « hit-parade de l'horreur » de cette hiérarchisation, le premier prix « toutes catégories » revient incontestablement à Simone Veil, tête de liste aux élections européennes en cours. L'article choque mais Serge July reprend la même trame pour dénoncer lui aussi une « opération de récupération » de ces Dossiers de l'écran, dans un éditorial, quatre jours après ; regrettant un glissement de sens dans le titre du téléfilm, « génocide » étant remplacé par « holocauste » et, surtout, qu'ait été occultée la responsabilité de l’Occident dans le massacre des indiens d’Amérique du Nord ou le génocide arménien ou encore, que la responsabilité du meurtre des Juifs ait été imputée aux seuls chefs nazis ; façon selon lui d'excuser la passivité occidentale et la complicité des collaborateurs, tels que Robert Hersant. À l'appui de cet éditorial critique envers l'existence de l'État d’Israël, le même numéro contient un article de Georges Benayoun, estimant que, parler ainsi des juifs revient à oublier les Arméniens, Cambodgiens, Kurdes ou Palestiniens et la lettre d'un Juif, Jean-Pierre Carasso, porte-parole d'une dizaine de proches de la Vieille Taupe. Le lendemain, un autre article du journal dénonce l'assimilation des terroristes, que ce soit la RAF ou les Palestiniens, aux nazis.
Le 4 juillet 1983, Serge July est condamné par la 17e chambre du tribunal judiciaire de Paris — à la suite d'une plainte de la Ligue internationale contre le racisme et l'antisémitisme — d'avoir publié, dans ce même « Courrier des lecteurs » du 31 juillet 1982, une lettre antisémite ; accusé de diffamation, de provocation à la haine et à la violence raciale.
C'est à cette époque que Libération introduit, ou du moins généralise, dans la presse française, la pratique des jeux de mots dans les titres,.

### Recentrage
En avril 1977, le journal emploie en tout 65 personnes, journalistes et salariés de fabrication inclus, mais n'arrive pas à atteindre le seuil de 30.000 exemplaires qui lui permettrait d'équilibrer ses comptes. Il vise la clientèle du Monde, du Matin de Paris et du Nouvel Observateur. Le 11 juin 1977 démarre une grève des salariés de fabrication qui contestent le recentrage et réclament une vraie autogestion ; mais sans succès. En janvier 1978, la direction du journal analyse cette évolution et s'en félicite : « nous nous sommes libérés de l'essentiel des pesanteurs idéologiques et politiques ». Le 22 mai 1978, le quotidien passe à 20 pages, change sa maquette et ses rubriques et, le 2 octobre 1978, publie, sur plusieurs numéros, une interview du terroriste repenti Hans-Joachim Klein, qui s'était déjà exprimé un an plus tôt dans l'hebdo allemand Der Spiegel. En janvier 1979, les journalistes encore gauchistes sont montrés du doigt par la direction du journal et Serge July s'adresse à chacun d'eux pour les convaincre, en déclarant : « l'idéologie est morte, il faut l'assumer », mais le tirage reste faible: 37.000 exemplaires par jour au début de juin 1979 et le seuil de 40.000 exemplaires par jour ne sera atteint qu'en cours d'année 1980, pour atteindre 41.000 exemplaires en décembre. En août et septembre 1979, les reportages sur le social de Jean-Paul Cruse, opposant à Serge July, sont considérés et présentés comme « hors-ligne » du journal, où la mise en page se veut désormais « somptueuse » mais où l'ambiance est « mauvaise », selon les soutiens à Serge July. Le 20 novembre 1979, L'Humanité qualifie Libération de « journal le plus désespéré de France ». En février 1980 un service des sports est créé. Le 20 janvier 1981, le journal annonce la libération des otages américains à Téhéran, en plein discours inaugural de Ronald Reagan, avec 24 d'heures d'avance sur les autres quotidiens français, probablement grâce à l'appel téléphonique de Jimmy Carter à Valéry Giscard d'Estaing. Trois semaines après, l'équipe de direction annonce son projet de fermer le journal pour le recréer ensuite, elle obtient 70 voix pour ce projet, mais la majorité de la fabrication s'abstient. Le journal ne reparaît que le 13 mai 1981, avec l'apport de Michel Faure (AFP) et Dominique Pouchin (Le Monde). Le comité de rédaction ouvert est supprimé, tout comme l'égalité des salaires et la publicité est introduite l'année suivante. Mais, fin 1981, les ventes sont toujours à 56.000 exemplaires. Le 4 février 1983 une société de financement est créée, sans pouvoirs, elle est ouverte à des industriels.

### Libérationno2

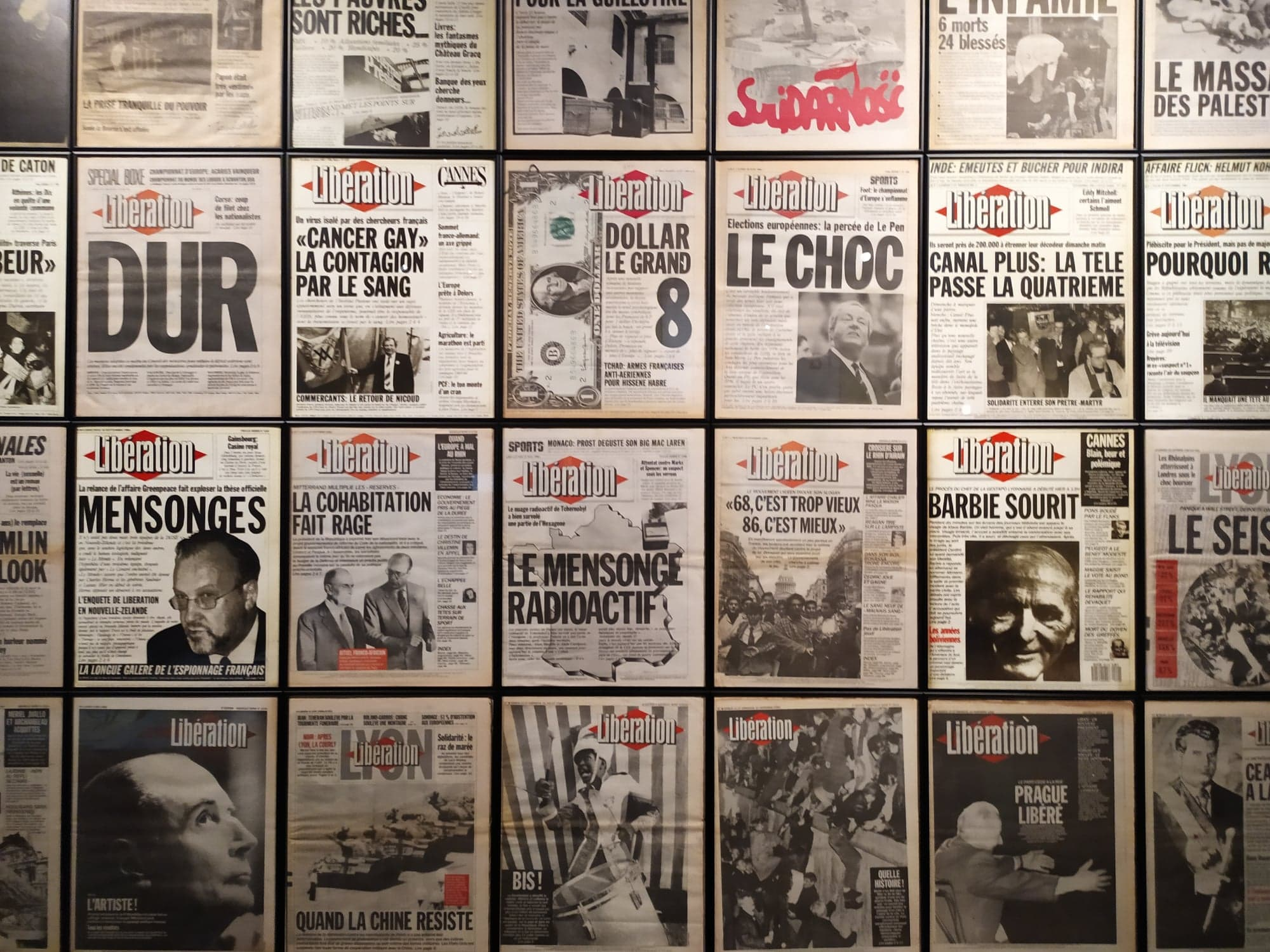
Libération dans les années 1980 - Musée des Arts décoratifs, Paris, octobre 2022, dans le cadre de l'exposition « Années 80. Mode, design et graphisme en France ».

Le journal traverse plusieurs crises, entraînant des interruptions. La parution est suspendue le 21 février 1981. Après un plan de licenciement, il reparaît le 13 mai, soit trois jours après la victoire de François Mitterrand à l'élection présidentielle (un numéro « zéro zéro », avec la une « Enfin l'aventure », a néanmoins paru le lendemain de la victoire, mais n'a pas été diffusé en kiosque). Son développement est alors assuré par la société d'investissement Communication et Participation, créée par le banquier Claude Alphandéry, avec la participation de l'assureur Patrick Peugeot et de quelques patrons de gauche autour de Martine Bidegain, Jean et Antoine Riboud. Le nouveau logo à losange rouge est créé par le graphiste Claude Maggiori. La formule évolue alors et se situe de nouveau vers la gauche sociale-démocrate (tout en conservant ses convictions libertaires). Son nouveau rédacteur en chef est Jean-Marcel Bouguereau, qui reste à la direction opérationnelle du journal jusqu'en 1986.
La même année, Laurent Joffrin intègre, pour la première fois, le journal en tant que rėdacteur. À l'origine du service économique avec Pierre Briançon, il incarne l'aile « moderniste » de Libé. Il dirige ensuite le service Société avant de devenir éditorialiste et responsable de la page Rebonds, avec Serge Daney, Gérard Dupuy et Alexandre Adler.
Autour de Serge July, l'équipe de direction est vivement critiquée par d'anciens acteurs du mouvement de Mai 68[Lesquels ?][réf. nécessaire], qui l'accusent d'avoir trahi les principes fondateurs du journal. Le 16 février 1982, les premières pages de publicité apparaissent dans le journal. Serge July justifie alors ce reniement des principes initiaux par un éloge opportun de la publicité : « Non, Libération ne change pas ; c’est la publicité qui a changé. Elle est un art. On ne sait plus très bien où commence la culture et où finit la publicité. Sans elle Libération eût été incomplet ».
En février 1984, Libération étonne son lectorat en participant à une émission de télévision intitulée : Vive la crise, afin d’accompagner le tournant de la rigueur du gouvernement en place.
Dans les années 1980-1990, le tirage de Libération ne cesse d'augmenter. Le journal lance un Libération Lyon, puis un Libération magazine. Afin de multiplier ses ventes, il ouvre ses colonnes à des artistes (comme Enki Bilal, auteur de bande dessinée), chargés, pour une journée, d'illustrer les articles, de modifier les mises en pages, etc. Régulièrement, des suppléments consacrés à des questions politiques ou culturelles accompagnent le journal. En 1993, le journal se félicite de l’écrasement dans le sang de la « peste brune-rouge » par le régime de Boris Eltsine en Russie, lors de l'assaut que ce dernier avait ordonné contre le bâtiment de la Douma et les manifestants qui le défendaient,.
Selon le journaliste Jean Stern, en un peu moins d'une quinzaine d'années — de 1982 à 1996 — Libération a perdu son indépendance financière et politique.

### Libérationno3

#### Arrivée d'un actionnaire privé en 1994
Le 26 septembre 1994 est lancé Libération 3, plus souvent surnommé Libé 3, un journal de 80 pages, défini comme « total » selon July. Le contrôle financier du journal est alors pris par le groupe Chargeurs de Jérôme Seydoux, à hauteur de 65 %.
Cependant, Libé 3 peine à trouver son lectorat et à rentabiliser les coûts, qui sont en forte croissance. Après un échec commercial et financier, la nouvelle formule est abandonnée au cours du second semestre 1995.

#### Concurrence de20 minutesen 2000
Frédéric Filloux devient directeur de la rédaction de Libération de février 1999 à février 2000, qu'il quitte pour celle du quotidien gratuit 20 minutes.
La diffusion de Libération ne cesse ensuite de chuter, encaissant un recul de 20 % en France entre 2001 et 2005 (17 % pour la diffusion totale). Jérôme Seydoux se désengageant en 2000, la société de capital-risque 3i entre en 2001 à hauteur de 20,8 % du capital mais la bulle Internet et l'effondrement des recettes publicitaires accentuent les déficits du journal.
Des sursauts ont pourtant lieu. Ainsi, lors de l'élection présidentielle de 2002, le journal augmente considérablement son tirage grâce à ses unes résolument hostiles à Jean-Marie Le Pen[réf. souhaitée]. Le lendemain du premier tour, la une comportant une photo de Le Pen avec le simple mot : « Non » se vendra à 700 000 exemplaires, soit une augmentation de 300 % par rapport au tirage quotidien. En 2003, l'almanach Les trente bouleversantes retrace les trente premières années de Libération. En 2004, c'est 30 années de contre-culture, encensée chaque jour dans les pages du journal, qui sont retracées dans un ouvrage spécial. Mais la tendance reste à la baisse.

### Ère Édouard de Rothschild

#### Arrivée du nouvel actionnaire en 2005
En 2005, le journal a besoin d'un nouveau financement. Serge July se bat alors pour l'entrée dans le capital d'Édouard de Rothschild et celui-ci est accepté par le conseil d'administration le 20 janvier.
Rapidement, le climat se détériore. Lors du conseil d'administration de Libération du mercredi 13 avril 2005, Louis Dreyfus, directeur général adjoint, est élu à l'unanimité directeur général, sur proposition de Serge July. Il remplace Evence-Charles Coppée, dont la révocation est approuvée à l'unanimité par les membres du conseil d'administration. Le 25 novembre 2005, le journal est en grève contre la suppression de 52 postes. Au début de 2006, les actionnaires refusent de suivre la direction du journal, qui perd de plus en plus d'argent ; et Édouard de Rothschild estime ne pas assez participer au processus de décision. Dans ce contexte houleux, le journal annonce au mois de mai 2006 la sortie d'un Libé week-end avec un supplément Écrans (télévision, Internet, cinéma…) et un autre, intitulé R, qui sera abandonné dès septembre.

#### Cessation de paiement en 2006
Le journal est alors en cessation de paiement. Il dépose le bilan et une procédure judiciaire de sauvegarde est ouverte. Le plan de sauvegarde (adopté en décembre 2007) prévoit un remboursement sur 10 ans de plus de 15 millions d'euros de dettes.
Le 13 juin 2006, Serge July annonce à la rédaction qu'Édouard de Rothschild n'acceptera une recapitalisation qu'à la condition que Louis Dreyfus (directeur général) et lui quittent le journal et il s'y résoudra pour le sauver. Pour les journalistes, la nouvelle est un choc. Le lendemain, ils publient en une un communiqué rendant hommage à leur fondateur et exprimant une inquiétude quant à leur indépendance. Serge July quitte le journal le 30 juin 2006.
Les réactions sont nombreuses. Une polémique naît, dans les colonnes du journal Le Monde, entre Bernard Lallement, premier administrateur-gérant de Libération et Édouard de Rothschild. Dans une tribune publiée le 4 juillet 2006, le cofondateur de Libération voit dans le départ de Serge July la fin d'une époque où « écrire était du sens » et brosse un tableau pessimiste de l'avenir du quotidien et de la presse en général. Il lui oppose cette phrase de Jean-Paul Sartre dans Nekrassov : « L'argent n'a pas d'idées ». Deux jours plus tard, l'actionnaire de référence lui réplique, de façon cinglante, en rappelant que « Libération a besoin d'aides et de supports moraux, intellectuels et financiers. Libération n'a pas besoin de requiem ».

### Après Serge July

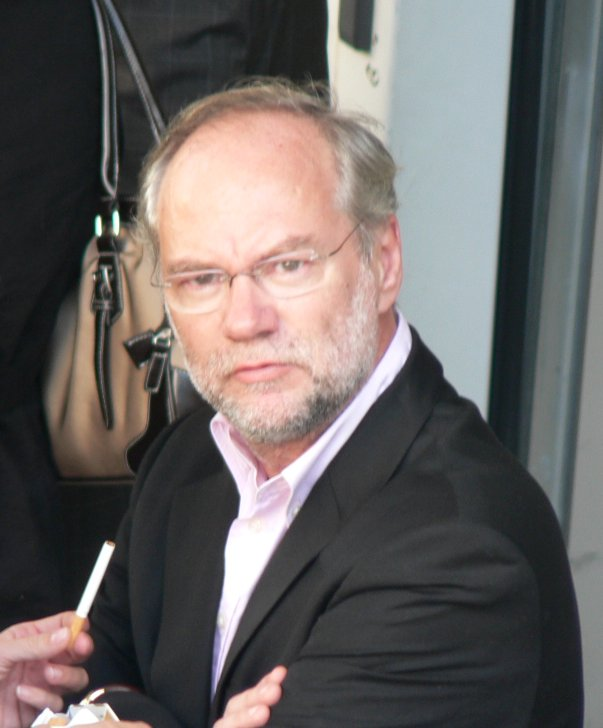
Laurent Joffrin, président du directoire du 22 novembre 2006 au 1 mars 2011.

#### Mise en place d'une gestion paritaire
Le 29 juin 2006, Serge July et Louis Dreyfus annoncent leur départ du journal. Vittorio de Filippis, gérant élu de la SCPL (Société civile des personnels de Libération, second actionnaire du titre avec 18,45 % des parts), est nommé, provisoirement, au poste de président-directeur général. Philippe Clerget, ancien directeur de L'Usine nouvelle, devient directeur général du quotidien, à la demande de l'actionnaire de référence.
Un comité opérationnel est mis en place, composé de trois salariés désignés par la SCPL et de trois administrateurs désignés par Édouard de Rothschild : Agnès Touraine, ancienne présidente du pôle éditions de Vivendi, Guillaume Hannezo, ancien directeur financier de Vivendi, tous deux proches de Jean-Marie Messier et Lionel Zinsou, associé-gérant de Rothschild & Cie et animateur du club Fraternité, cercle de réflexion de Laurent Fabius.

#### Retour de Laurent Joffrin
À la suite du changement de direction, de nombreux journalistes souhaitent quitter le journal. Tandis que la direction ouvre des guichets de départs assortis d'indemnités, Florence Aubenas, Antoine de Baecque (rédacteur en chef adjoint chargé de la culture), Jean Hatzfeld et Dominique Simonnot (ancienne présidente de la Société des rédacteurs), annoncent « être en désaccord avec ce qui se passe au journal » et demandent de bénéficier de la clause de cession, afin d'acter le changement de propriétaires et de capital du journal. Le 14 septembre, alors que le journal publie un appel à ses lecteurs et à ses actionnaires, la rubrique « Quotidienne » de Pierre Marcelle n'est pas publiée, car elle prend à partie certains des journalistes susnommés, « dans des termes qui n'ont pas été jugés acceptables ».
Le 13 novembre est annoncé le retour de Laurent Joffrin, qui avait quitté le journal en 1988, Claude Perdriel faisant appel à lui pour succéder à Franz-Olivier Giesbert à la tête de la rédaction du Nouvel Observateur. Il revient à Libération, au poste de président du directoire du journal. Le nouveau président explique sa décision dans un courrier électronique envoyé à la rédaction : « Les difficultés financières et la crise interne de Libération m'ont conduit à prendre cette décision, la plus difficile de ma vie professionnelle. La disparition de Libération ferait taire une voix importante dans la société française et exclurait de facto la gauche de la presse du matin. C'est cet enjeu politique et social qui motive cette candidature à la direction d’un journal que je connais et au sein duquel j'ai appris mon métier de journaliste ».
Le 22 novembre 2006, Antoine de Gaudemar (directeur de la rédaction) est officiellement remplacé par Laurent Joffrin. Sous sa direction, Libération va soutenir Ségolène Royal pendant la campagne présidentielle de 2007[réf. nécessaire] mais en février 2009, Nathalie Collin, ex-présidente d'EMI-France, prend la coprésidence du quotidien auprès de Laurent Joffrin.
Avec cette codirection, le journal renoue avec les bénéfices (2010, 2011) et connaît une hausse sensible de sa diffusion (+5,3 % en 2011).

#### Nicolas Demorand et la fronde de la rédaction
Au début de 2011, Laurent Joffrin quitte Libération pour retrouver le Nouvel Observateur. Le 26 janvier 2011, Nicolas Demorand est proposé par Édouard de Rothschild pour reprendre la codirection de Libération à partir du 1er mars 2011, aux côtés de Nathalie Collin qui codirige le journal depuis 2009. En août 2011, Nathalie Collin quitte Libération pour prendre la coprésidence du Nouvel Observateur et la direction générale du groupe Nouvel Observateur, elle est remplacée par Philippe Nicolas au poste de coprésident de Libération. En septembre 2011, Anne Lauvergeon remplace Édouard de Rothschild à la tête du conseil de surveillance du journal.

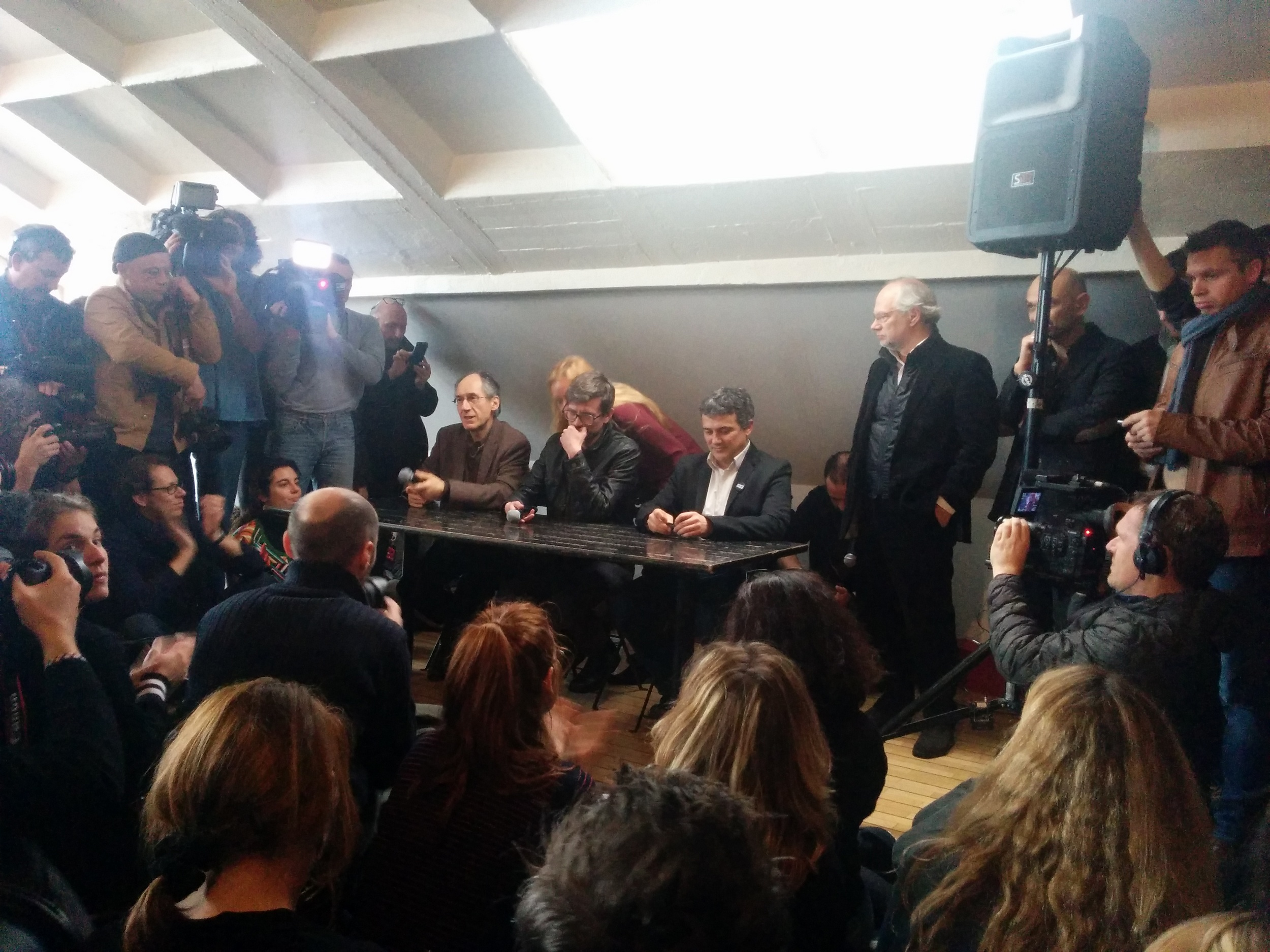
Conférence de presse de Charlie Hebdo, le 13 janvier 2015 dans les locaux de Libération : (de gauche à droite) Gérard Biard, le dessinateur Luz, Patrick Pelloux et Laurent Joffrin.

En 2011, à la suite de la parution de « Charia Hebdo », titre donné au no 1011 de l'hebdomadaire Charlie Hebdo dans lequel se trouvent les caricatures de Mahomet, les locaux du journal satirique sont le théâtre d'un incendie criminel. Libération accueille aussitôt la rédaction de Charlie dans ses propres locaux et, dès le lendemain, un supplément de quatre pages consacré aux dessins de Charlie Hebdo est vendu dans Libé. Quelques jours après, le site internet du quotidien est menacé de piratage par des hacktivistes turcs.
Une des premières décisions de Nicolas Demorand est de mettre fin à quatre déclinaisons locales de Libération : les « Libévilles » de Lille, Strasbourg, Rennes et Orléans. Soutenu par les actionnaires, il est rapidement contesté en interne, les équipes rejetant sa gestion humaine et rédactionnelle. Dès juin 2011, les personnels de Libération votent à 78 % une motion de défiance lui reprochant son « isolement », ses absences et sa gestion ; alors qu'il se consacre essentiellement à trouver des sources de financement pour le titre.
Fin 2011, Édouard de Rothschild annonce l'arrivée au sein de la holding Refondation de l'homme d'affaires Bruno Ledoux — au travers sa société BLHM (Bruno Ledoux Holding Media) et par ailleurs propriétaire du siège du journal rue Béranger — comme actionnaire de référence, à parité avec lui et à hauteur de 26,64 %, moyennant un investissement de 7,6 millions d'euros. Ensemble, ils détiennent le bloc de contrôle de Libération avec 53,28 % des parts de Refondation (Groupe A).
L’augmentation de capital de Refondation est signée le 27 décembre 2012 et Bruno Ledoux en est nommé président.
Les conflits entre les journalistes et Nicolas Demorand perdurent : en avril 2012, la société civile des personnels de Libération (SCPL) dénonce une « ligne éditoriale racoleuse, [une] attitude autocrate de leur chef » et une « greffe [qui] n'a pas pris ». La rédaction lui reproche également de cumuler la direction de la rédaction et la présidence du directoire. Il abandonne cette première fonction le 19 juin 2013, au bénéfice du journaliste Fabrice Rousselot. Les journalistes lui reprochent également les « Unes racoleuses », comme « Casse-toi riche con ! » le 10 septembre 2012, allusion à Bernard Arnault qui vient de demander la naturalisation belge ; puis celle du 8 avril 2013 titrée « Une possible affaire Fabius », relayant une rumeur à propos d’un compte en Suisse de Laurent Fabius, obligeant Nicolas Demorand à présenter ses excuses aux lecteurs quelques jours plus tard,.
Financièrement, après un bond de 9,5 % sur un an grâce à la campagne présidentielle de 2012, les ventes chutent de 15 % en deux ans, notamment la vente au numéro qui s'effondre de près de 30 %. Le plan d'économie de trois à quatre millions d'euros proposé par Nicolas Demorand à la demande des actionnaires, comprenant la révision des accords sociaux des journalistes, est accueilli par une motion de défiance le 27 novembre 2013, votée par 89,9 % des participants,.

### Reprise par Ledoux et Drahi

#### Crise de 2013-2014

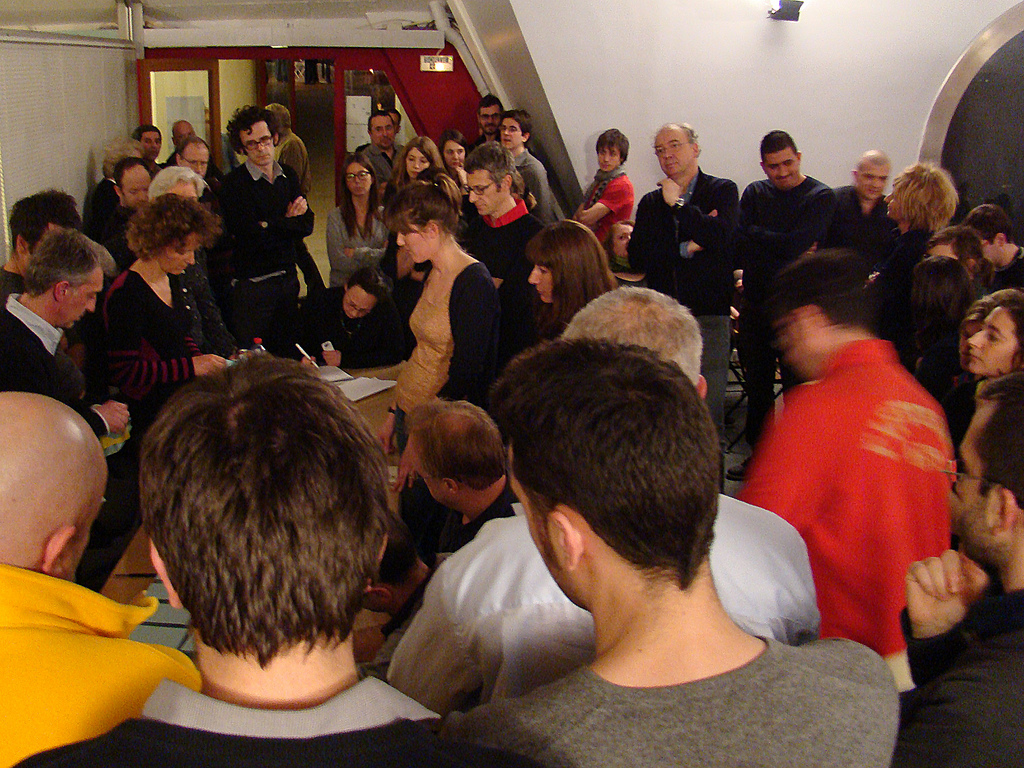
Vote sur la proposition de Nicolas Demorand au poste de directeur de la rédaction.

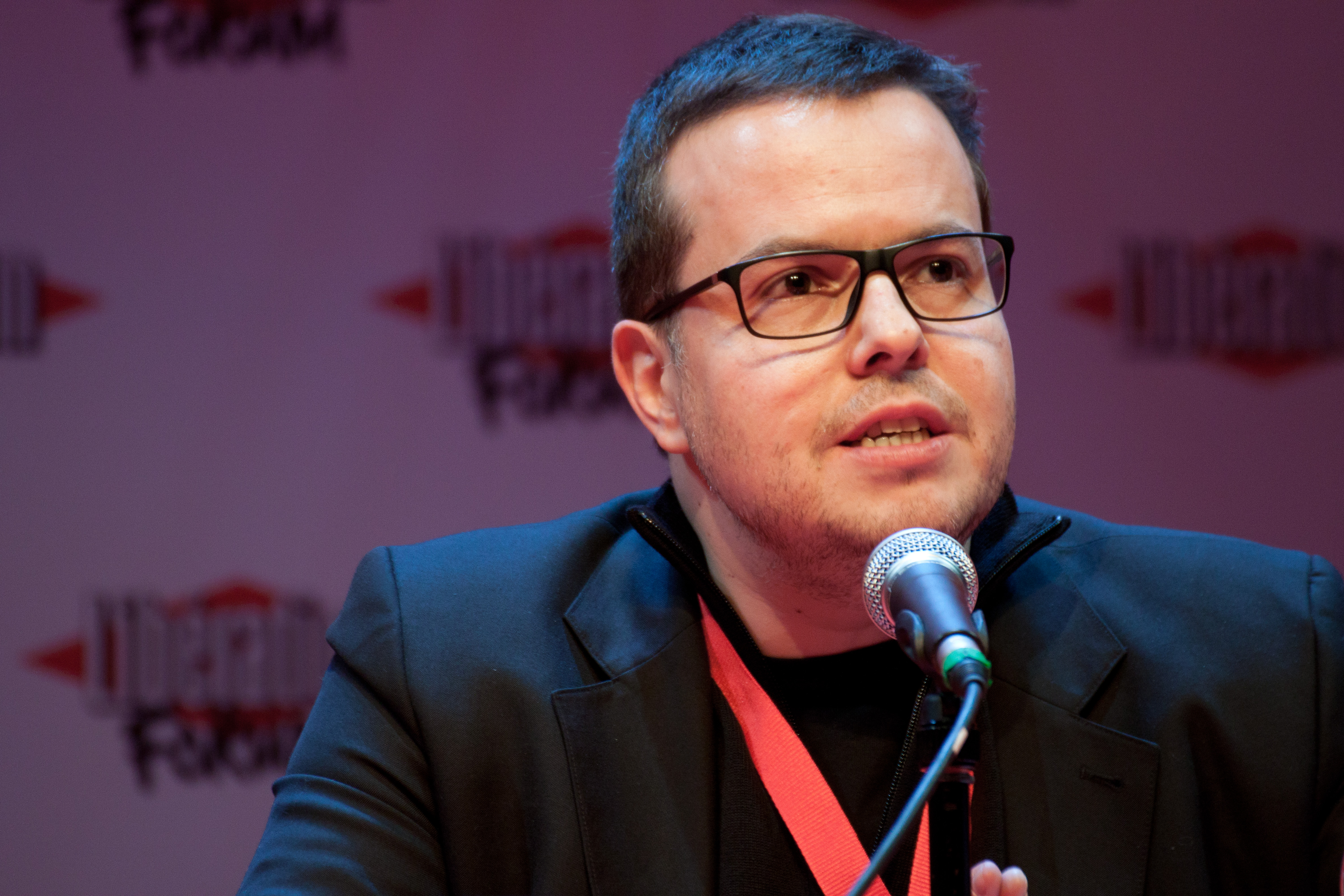
Nicolas Demorand, président du directoire de mars 2011 à février 2014.

Alors que les rumeurs d'un possible dépôt de bilan circulent dans la presse, les salariés lancent le 6 février 2014 une grève de 24 heures et demandent, pour la troisième fois, le départ de Nicolas Demorand et du coprésident du directoire Philippe Nicolas. Ils s'opposent, dès le lendemain, à la publication d'un texte en soutien au projet des actionnaires — de Bruno Ledoux en particulier —, de diversifier l'entreprise en s'appuyant sur sa marque et sur la création, dans l'immeuble de la rue Béranger, d'un « espace multimédia » autour d'un « café Libé ». Ils y répondent le 8 février en première page, déclarant « Nous sommes un journal. Pas un restaurant, pas un réseau social, pas un espace culturel, pas un plateau télé, pas un bar, pas un incubateur de start-up… »,. Le 13 février, Nicolas Demorand annonce sa démission de la direction du journal dans une interview au Monde. Il est remplacé par François Moulias, représentant de l'actionnaire de référence Bruno Ledoux, tandis que Pierre Fraidenraich, ancien directeur chez Canal+, également proche de Bruno Ledoux, arrive au poste de « directeur opérationnel » du futur groupe qui accueillera Libération et des éventuelles filiales
À quelques jours d'un dépôt de bilan, annoncé comme inéluctable par les membres du directoire, Bruno Ledoux demande la convocation urgente d'un conseil de surveillance qui se tient le 27 mars 2014 dans lequel il annonce refuser un tel scénario et indique être en mesure d'organiser le sauvetage du journal au travers de sa société BLHM (Bruno Ledoux Holding Media) dans le cadre d'une augmentation de capital de Libération à hauteur de 18 millions d'euros qui lui serait réservée. L'ensemble des autres actionnaires, regroupés au sein de la société Refondation (en particulier Édouard de Rothschild et le patron de presse italien Carlo Caracciolo) étant intégralement dilué, l'augmentation de capital de Libération est votée à l'unanimité. Le coprésident du directoire Philippe Nicolas est révoqué sur-le-champ et non remplacé.
Bruno Ledoux est nommé président du conseil de surveillance, en remplacement d'Anne Lauvergeon, démissionnaire.
Matthieu Pigasse et Xavier Niel, copropriétaires du Monde, officialisent publiquement leur intention de reprendre Libération mais uniquement dans le cadre d'un dépôt de bilan. Cette hypothèse qui, outre la casse sociale, regrouperait en une seule main deux des trois grands quotidiens nationaux est écartée par Bruno Ledoux.
Le 28 avril 2014, le Tribunal de commerce de Paris valide le plan et le protocole de conciliation proposés par Bruno Ledoux, évitant le dépôt de bilan.
Malgré de nombreuses réticences internes, Bruno Ledoux insiste sur la réalisation de son projet et la nécessité de réformer en profondeur le journal, ainsi que de renforcer les activités web, de fusionner les rédactions (papier et web) ; il insiste également sur la mise en place d'importantes diversifications dans le domaine d'activités multimédia autour de la marque, tout en préservant le journal papier. Pour ce faire, il annonce le retour de Laurent Joffrin, aux côtés de Pierre Fraidenraich et organise un tour de table, avec l'arrivée à ses côtés de l'homme d’affaires franco-israélien Patrick Drahi, propriétaire des sociétés Numéricable et SFR, lequel confirme être en mesure d'investir la somme de 14 millions d'euros pour sauver le journal.
En mai de la même année, Patrick Drahi verse 4 millions d'euros sous forme de prêt afin, selon un article paru dans Libération, « de laisser le journal en vie le temps de se mettre d’accord sur le montant de sa part dans le reste de la recapitalisation ».

#### Deuxième retour de Laurent Joffrin
Le 2 juillet, Laurent Joffrin est officiellement nommé directeur de la rédaction, cette fois à 52,8 % des voix. Il est accompagné, pour le volet numérique de sa mission, par un « numéro un bis », Johan Hufnagel, cofondateur et rédacteur en chef de Slate, qui fut également rédacteur en chef du site web de 20 Minutes et rédacteur en chef adjoint de celui de Libération.
Le 31 juillet, l'augmentation de capital de 18 millions d'euros actant le sauvetage du journal est signée, il est contrôlé à parts égales par Bruno Ledoux et Patrick Drahi qui a sollicité Marc Laufer pour représenter ses intérêts au travers d'une holding commune créée à cet effet : la SAS Presse Media Participation Holding (PMP Holding), actionnaire à hauteur de 85 % de la SAS Presse Media Participation (PMP) dont Bruno Ledoux est président du conseil de surveillance et Pierre Fraidenraich le directeur général et qui est elle-même propriétaire de près de la totalité de la SARL Libération. Les autres 15 % sont détenus par un ensemble d'actionnaires, dont Business & Décision, représentée par Patrick Bensabat, Michael Benabou (fondateur de la société Vente-Privee.com), la famille Gerbi (fondateur du groupe Gérard Darel), Franck Papazian (Mediaschool Group) et la société Dinojo.
Le 1er août, la clause de cession est ouverte. En septembre, Laurent Joffrin, en accord avec les actionnaires, annonce vouloir supprimer 93 emplois de la rédaction du journal, afin de renouer avec les bénéfices dès la fin 2015. Parmi les départs, une équipe emmenée par les Garriberts (Raphaël Garrigos et Isabelle Roberts, chroniqueurs télé du quotidien) lancera un nouveau média en ligne : Les Jours.

#### Juin 2015: une nouvelle formule «web first»
« Libération était un quotidien qui publiait une version numérique. Libération sera un site qui publie un quotidien », annonce Laurent Joffrin. Le 1er juin 2015, Libé met en place une nouvelle maquette, avec de nouvelles rubriques et une mise en forme différente : « Il faut que ça fasse très boîte à outils avec des angles. On injecte de l’internet dans le journal », déclare Johan Hufnagel à l'AFP. Ceci accompagne une évolution de l'effectif, ramené à 180 personnes, dont 130 journalistes, mais avec de nouvelles recrues rejoignant la rédaction.
Le journal souhaite privilégier les supports numériques : « En se levant, le premier réflexe du lecteur pour consulter les infos, c’est le mobile », déclare encore Hufnagel. « La rédaction a été réorganisée selon le principe du « web first », en sept pôles de traitement de l’information responsables chacun de leur production journalistique sur tous les supports, « Pouvoirs et Contre-pouvoirs », « Planète », « Futurs », « Idées », « Culture », « Styles de vibe » et une équipe spécialisée dans les contenus numériques. Les articles du journal papier et ceux des sites sont réalisés par la même équipe » précise Laurent Joffrin dans une tribune du 29 mai 2015.
Directeur des rédactions de septembre 2014 à novembre 2017, Johan Hufnagel est supposé développer une politique de discrimination positive, au sein du quotidien composé presque uniquement de journalistes « blancs », affirmant : « Je préfère, à compétence équivalente, prendre un Noir ou une Arabe ». Ce discours ne sera plus porté par la nouvelle direction après son départ, Laurent Joffrin préférant « mettre l’accent sur la diversité sociale, pas ethnique, sachant que les deux se recoupent très largement ». En 2018, les personnes « perçues comme non blanches » représentent moins de 10 % de la rédaction « écrivante » du journal.
Fin 2017, Clement Delpirou est nommé directeur général, tandis que, début 2018, Johan Hufnagel quitte la rédaction du journal et Paul Quinio celle de L'Obs, pour le remplacer.
En 2018, la direction continue sa stratégie de conquête d'abonnés numériques avec, notamment, la création de nouvelles newsletters : Chez Pol et Tu mitonnes de Jacky Durant, journaliste culinaire ; et lance également une appli de jeux.

### 2020:Libérationdevient une société à but non lucratif
Le 14 mai 2020, Patrick Drahi annonce épurer les dettes de Libération et placer le titre sous une fondation afin de lui garantir « la plus totale indépendance éditoriale, économique et financière ».
Le 11 juin 2020, Clément Delpirou est remplacé par Denis Olivennes « un chef d’entreprise et haut fonctionnaire d’obédience néolibérale » Denis Olivennes devient cogérant du quotidien avec Paul Quinio, également directeur de la rédaction par intérim,,.
Le 16 juillet 2020, Laurent Joffrin quitte la direction du journal pour se lancer en politique. Il décide de créer un mouvement social-démocrate et lance un appel intitulé Engageons-nous « afin de relancer le réformisme de gauche en France ».

#### Dov Alfon, nouveau directeur et cogérant de la publication

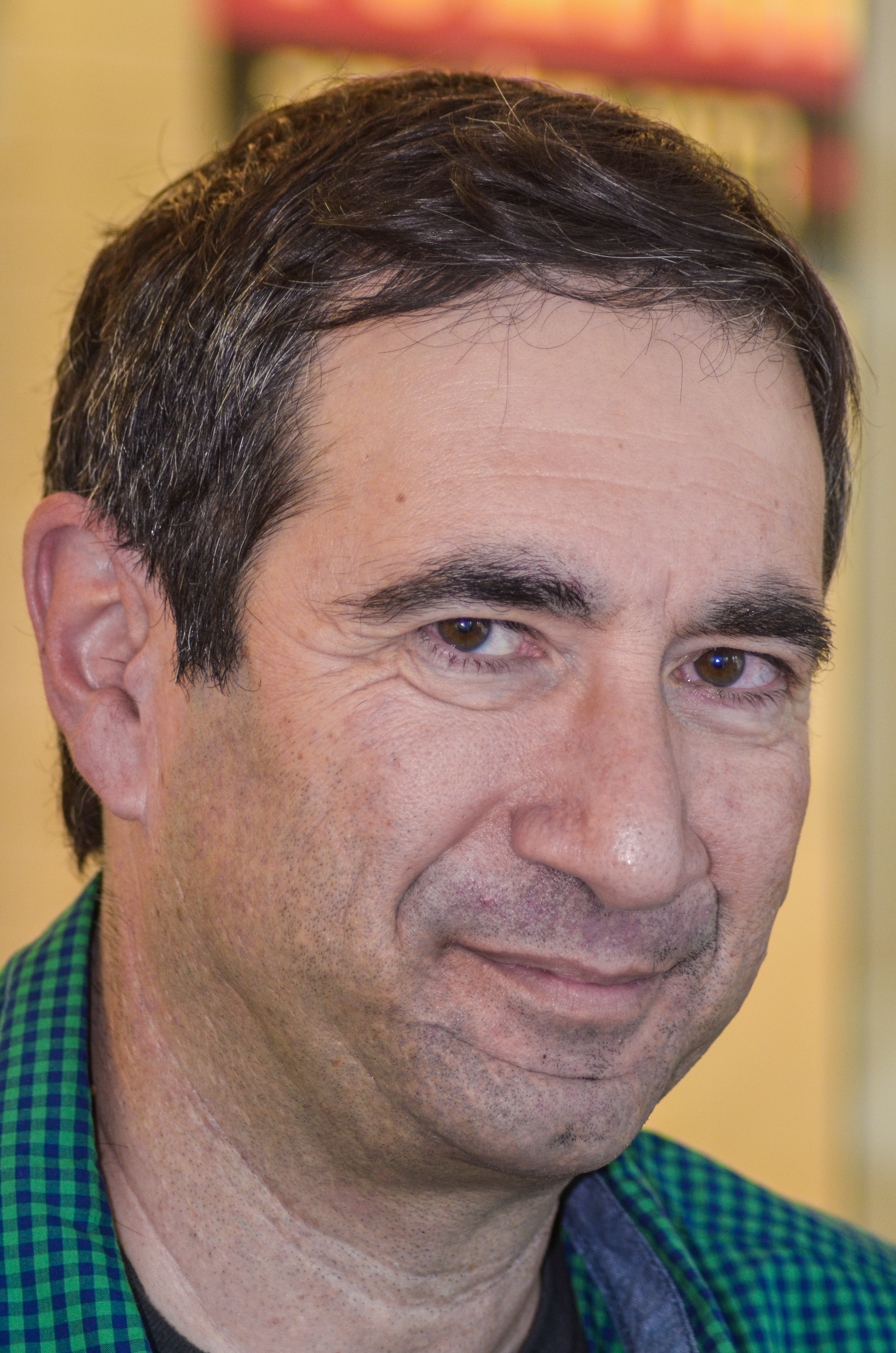
Dov Alfon, directeur et cogérant de la publication, ainsi que directeur de la rédaction.

Sur proposition de Denis Olivennes, directeur général et cogérant du titre, Dov Alfon — ancien rédacteur en chef du quotidien israélien Haaretz et responsable de la stratégie numérique de Libération depuis juin 2020,, — est nommé le 16 septembre 2020 directeur de la rédaction par les journalistes avec une majorité de 90,8 %. Il succède ainsi à Laurent Joffrin et devient également directeur de la publication, directeur de la rédaction et cogérant du journal en compagnie de Denis Olivennes.
Au cœur de son projet : l'accélération de la mutation du titre vers un quotidien avant tout numérique et accessible par abonnement avec, selon ses propres termes, une rédaction « assise » qui va traiter à chaud l'actualité immédiate sur le site web du quotidien et une rédaction « debout » qui va produire les contenus propres de Libé, c'est-à-dire des sujets que les autres n'ont pas. Il esquisse ainsi son plan : « Revenir aux fondamentaux : à l'écriture longue, aux enquêtes et à l'expression tranchée des opinions. Un Libé clairement à gauche, qui doit faire entendre ceux qui n'ont pas voix au chapitre. Et cap sur le numérique ».
Selon Alfon, le quotidien est trop tourné vers le print (le journal papier) et le site Internet actuel remplit mal sa mission d’information en temps réel. Résultat : « Un outil pas digne du 21e siècle et une organisation du travail chaotique ». De nouveaux outils technologiques ultra-performants vont donc être utilisés, notamment le logiciel de publication et de gestion des contenus numériques du Washington Post, « Arc Publishing ».
Le quotidien pourra ainsi se concentrer davantage sur l’investigation, capable d’attirer plus d’abonnés, à l’image de l'enquête sur des faits de harcèlement et d'agressions sexuelles chez l’éditeur de jeux Ubisoft publiée par Libé en 2020 et qui a poussé plusieurs dirigeants de cette société à démissionner. « Dans sa réforme », témoigne un rédacteur, « il veut créer un service d’actualité de 20 à 30 personnes, qui traiterait rapidement l’actualité afin de permettre aux autres journalistes de travailler sur d'autres sujets ».

### 2021: résultats en hausse et développement des outils techniques et marketing
Le 5 février 2021, dans une interview à Mind Média, Denis Olivennes présente les résultats 2020 de la société et dresse un premier bilan de ses six mois à la tête du quotidien : il commente les nouveaux projets de développement éditoriaux, techniques et marketing et annonce que « Libération affiche la plus forte progression des abonnés en ligne de la presse quotidienne nationale en 2020 – en passant de 20 000 abonnés numériques fin 2019 à 50 000 aujourd’hui – et la plus forte progression de l’audience site et papier des quotidiens nationaux dans la dernière étude de l’ACPM ». Denis Olivennes compte sur 110 000 abonnements numériques « fin 2023 » afin de viser l'équilibre financier du quotidien. En mai 2021, Lauren Provost devient la nouvelle directrice adjointe de la rédaction de Libération. Elle succède à Christophe Israël, qui rejoint le groupe suisse Tamedia.
Le journal demeure néanmoins en difficulté financière et nécessite 15 millions d'euros pour assurer son avenir économique, mi-2022. Son co-gérant, Denis Olivennes, contacte le PDG de CMA-CGM, Rodolphe Saadé, pour apporter un soutien financier au groupe de presse.
Le milliardaire Daniel Kretinsky, propriétaire du groupe CMI, qui possède notamment Marianne, annonce avoir renfloué le journal à hauteur de 15 millions d'euros en septembre 2022 : 14 millions sous forme de prêt (à un taux de 4 % (euribor + 3 %), remboursable à partir de 2026) et un don de 1 million d'euros à la holding de tête qui possède les actions du groupe, le Fonds de dotation pour une presse indépendante (FDPI), actionnaire majoritaire de Libération. Selon Mediapart, l'essentiel de ces apports s'est fait sous forme d'obligation non remboursable en actions, souscrite auprès de Presse indépendante SAS, la holding intermédiaire entre le journal et son fonds de dotation de Libération.
En septembre 2022, la presse informe que le sauvetage du quotidien en 2014 est au cœur d’une enquête judiciaire. Bruno Ledoux, actionnaire majoritaire du journal à l’époque, est visé par une enquête du Parquet national financier (PNF) pour fraude fiscale aggravée et abus de biens sociaux. La justice s’intéresse aux opérations de recapitalisation du quotidien. Les enquêteurs s’intéressent également à la vente du siège, qui a changé de main à plusieurs reprises avant d’être racheté, l’été 2022, par le fonds d’investissement Mark.

## Positions éditoriales
De ses débuts à l'extrême gauche, Libération a gardé une étiquette de « journal de gauche ». Néanmoins, dès 1978, Serge July décrit le quotidien comme « libéral-libertaire » et en 2019, dans un ouvrage publié aux Presses universitaires de France, une douzaine d'années après son départ du journal, il précise :

« Sur le plan politique, Libération est évidemment un journal progressiste et j’avais inventé en 1978 la formule « libéral-libertaire ». Mais la caractérisation partisane de Libération ne va pas beaucoup plus loin. Sa sensibilité est de gauche, mais comme il y a au moins cinquante nuances de gauche sur le marché, beaucoup se retrouvaient au sein de l’équipe, sans exclure des personnes venues d’autres horizons. Certains collègues défendaient ainsi avec force l’économie de marché. J’ai le sentiment, en tout cas, de n’avoir privilégié aucune nuance de gauche. »

En 1981, dès le début de la présidence de François Mitterrand, à la suite d'une nouvelle équipe et d'une nouvelle formule, le quotidien assume une ligne éditoriale de gauche socialiste version PS et, dans les années 1980 — qui constituent l'âge d'or du journal — devient beaucoup plus modéré. Alain Brillon, archiviste à Libération[réf. souhaitée], soulignant l'infléchissement de la ligne éditoriale, avance qu'« en 1988, [...] on avait des lecteurs qui votaient pour Raymond Barre. »
En 1998, Noam Chomsky affirme, citant une étude réalisée par un chercheur néerlandais, que Libération était, durant les années Reagan (1981-1989), « le pire » des journaux européens « dans son adhésion à la propagande du gouvernement américain », allant même « au-delà des pires journaux des États-Unis ».
En 2006, quand Laurent Joffrin arrive à la tête de la rédaction sur nomination de l'actionnaire Édouard de Rothschild, ce dernier déclare: « C’est un peu une vue utopique de vouloir différencier rédaction et actionnaire ». Le journal est ainsi décrit par Acrimed, une association française de critique des médias, comme le « quotidien de Rothschild », manière de dire que l'aspect financier impose ses droits jusqu'à perturber la vision d'une ligne éditoriale. Henri Maler, cofondateur d'Acrimed, écrit : « la célébration du néolibéralisme et de sa version mondialisée s’est, de plus en plus souvent, entourée des précautions habituelles sur la nécessaire « régulation » ».
Le 3 janvier 2012, Libé publie en une « La lettre aux Français » de François Hollande alors candidat du Parti socialiste à la présidentielle, une pleine page, sans commentaire ni annotation, qu'Emmanuelle Anizon et Olivier Tesquet, journalistes à Télérama, considèrent davantage comme « un tract plus qu'un article », une décision assumée par Nicolas Demorand, alors codirecteur du journal. En 2012, dès le début de la présidence de François Hollande, Télérama souligne encore la proximité entre la rédaction et le pouvoir socialiste : les portraits du nouveau président, tels que « l'effort tranquille », sont toujours bienveillants.
La même année, pour le site Acrimed, la présence de François Hollande au pouvoir est révélatrice de l'évolution du journal et montre « un quart de siècle de progressisme affiché qui, de renonciation en reniement, s’est souvent traduit, sur le papier, par maints louvoiements éditoriaux » et ces errances, ou cette absence de ligne éditoriale bien définie, ont parfois été critiquées par une partie des journalistes qui dénonce des « Unes racoleuses qui défigurent » le journal. De la même manière, pour certains de ses anciens rédacteurs comme Pierre Marcelle, les différents renoncements de Libération ont eu pour conséquence que le journal « a perdu son identité, c'est devenu un journal comme les autres », et pour Philippe Gavi, cofondateur du journal, un titre « frappé par la banalisation ».
En mars 2013, Nicolas Demorand écrit, dans un éditorial de la rubrique « Économie », concernant la France : « il faudra rendre des droits chèrement acquis et des protections sociales » et « il faudra travailler plus pour gagner autant et peut-être même moins ». Pour Henri Maler, cet éditorial fixe un cap économique et politique « à l’intention des partenaires sociaux » et du gouvernement : « Cette orientation ne se borne pas à accompagner celle du gouvernement : elle la devance ».
En 2017, lors des élections présidentielles et à quelques heures du second tour, le journal publie, en couverture, une photo d'Emmanuel Macron avec un appel explicite : « Faites ce que vous voulez, mais votez Macron ». Dans sa rubrique CheckNews, le journal reviendra sur cette couverture en concédant avoir voulu la victoire d'Emmanuel Macron contre Marine Le Pen, mais en récusant avoir soutenu le programme du candidat.
En 2020, le journal La Montagne indique que Libération a « une même lecture d'obédience néo-libérale de l'actualité économique » que les autres principaux journaux français, dans un article intitulé « Sous le vernis des opinions politiques de six grands journaux nationaux, une même palette d’analyses économiques », publié à l'occasion de la sortie d'un livre de Michaël Lainé.
Pour Marianne, toujours en 2020, la rédaction de Libération — comme d'autres titres de la presse de gauche — est fracturée entre deux camps, que le magazine décrit comme les multiculturalistes et les universalistes. La discorde porte sur des thèmes de société tels que : le féminisme, les minorités et l’islam, principalement. Des plumes extérieures jugées contraires à la ligne « néo-féministe » du journal sont remerciées, telle la philosophe et psychanalyste Sabine Prokhoris.
En 2023, selon Alexandra Schwartzbrod, la directrice adjointe de la rédaction de Libération, « on est le journal de toutes les gauches. Avec un clivage au sein de la rédaction : les plus jeunes sont plutôt LFI, les anciens sont sociaux-démocrates. »

## Organisation
En 1981, Libération quitte ses locaux de la rue de Lorraine (19e arrondissement de Paris) pour le 9 rue Christiani (18e arrondissement de Paris).
En décembre 2015, le journal déménage de son adresse historique, l'ancien immeuble du 11 rue Béranger situé dans le 3e arrondissement de Paris, pour s'installer dans le 9e arrondissement de Paris, aux côtés d'autres journaux d'Altice Media Group dans l'immeuble du 23 rue de Châteaudun. Il rejoignait notamment la rédaction de L'Express et celle de L'Étudiant.
En octobre 2017, nouveau déménagement au 2, rue du Général-Alain-de-Boissieu, dans le 15e arrondissement de Paris. La rédaction du journal s'installe au sein de l'Altice Campus de SFR Presse.
En décembre 2022 le journal se déplace à nouveau pour s'installer avenue de Choisy, dans le 13e arrondissement de Paris.
Depuis le milieu des années 1990, les fonctions de PDG et de directeur de la rédaction sont clairement disjointes. Le PDG fixe les orientations stratégiques (nouvelles formules, suppléments, etc.), tandis que le directeur de rédaction est chargé des choix éditoriaux.
Les statuts du journal prévoient que le PDG propose à la rédaction un directeur, que celle-ci est libre d'accepter ou non.

### Financement
En 2010, Libération est le troisième quotidien qui reçoit le plus de subventions de l'État avec quatorze millions d'euros et, en 2012, avec 6,3 millions d'euros d'aides directes et plus de dix millions d'aide totale.
En 2010 et 2011, le quotidien sort deux résultats d'exploitation positifs de plus de 2,5 millions d'euros — réalisant par là une des meilleures performances de la presse écrite — et reçoit le Grand Prix des Médias 2012.
Fin 2012, Libération n'est plus endetté qu'à hauteur de 6,6 millions d'euros (passif de sauvegarde) et prévoit un résultat d'exploitation en baisse, mais positif, à hauteur d’environ un million.
Fin 2013, le quotidien prévoit une perte nette de 1,3 million d'euros, le chiffre d'affaires étant de 58 millions. Pressée par les actionnaires, la direction envisage de réviser les accords sociaux des employés. Édouard de Rothschild et les héritiers de l'éditeur italien Carlo Carraciolo annoncent vouloir se désengager.
En 2014, Bruno Ledoux annonce vouloir poursuivre l'activité en redéveloppant le journal autour d'un nouveau projet et d'un nouvel actionnariat, alors que Patrick Drahi arrive au capital. Cette année-là, le journal subit de nouveau une aggravation de sa perte, à neuf millions d'euros et le chiffre d'affaires chute à 40 millions. Une grande partie de cette perte est néanmoins due au coût exceptionnel d'un plan de départ de 90 salariés, environ un quart de l'effectif du journal.
Au 1er août 2014, le journal Libération (SARL Libération) est détenu à hauteur de près de 100 % par la société SAS Presse Media Participation (PMP).
PMP est détenue à hauteur de 85 % par la société SAS Presse Media Participation Holding (PMP Holding).
PMP Holding est détenue à hauteur de :
- 50 % par la société BLHM (Bruno Ledoux Holding Media) représentée par Bruno Ledoux ;
- 50 % par la société Holco B représentée par Marc Laufer (représentant les intérêts de Patrick Drahi).

Bruno Ledoux est président de PMP.
Les autres actionnaires de PMP (15 %) sont, dans l'ordre des montants d'investissement :
- la société Business & décision représentée par Patrick Bensabat (spécialisée dans les solutions et développements informatiques) ;
- Michael Benabou (cofondateur de la société Vente-privee.com) ;
- la famille Gerbi (fondateur de la société Gérard Darel) ;
- la société Mediaschool Group représentée par Franck Papazian (école de journalisme) ;
- la société Dinojo.

La Société civile des personnels de Libération (SCPL) veille sur la liberté et l'indépendance du journal. Les seize membres de cette instance sont élus pour deux ans par l'ensemble des salariés. Ils représentent les trois collèges : rédaction, fabricants, administratifs et commerciaux.
En 2016, le site data.gouv.fr du ministère de la Culture publie que le journal reçoit 4 887 544 € de subventions directes de la part de l'État.
Entre 2017 et 2020, Libération a un contrat de « fact-checking » avec Facebook. En 2018, pour 249 articles publiés et entrés dans la base Facebook, le quotidien a facturé 245 000 dollars. En 2020, le quotidien facture 239 200 dollars à Facebook dans le cadre de ce contrat. Il justifie la fin de ce contrat par le fait que, « en termes d’indépendance éditoriale, la direction a jugé plus pertinent de miser sur les abonnés numériques et des contenus à valeur ajoutée plutôt que sur un contrat avec une entreprise privée ».

#### 2020: transfert vers une fondation

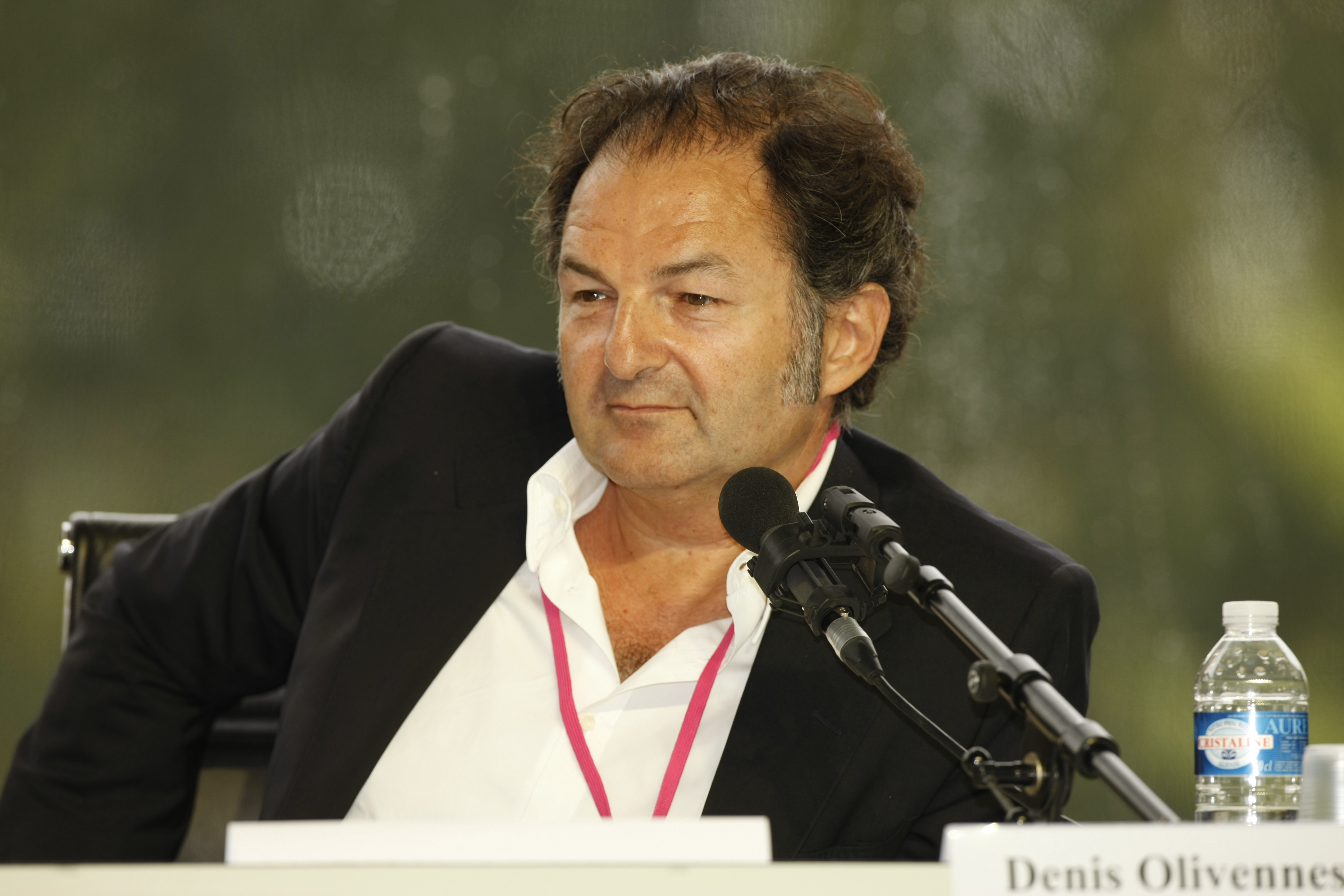
Denis Olivennes, cogérant de la publication avec Dov Alfon.

Le 14 mai 2020, Patrick Drahi annonce épurer les dettes de Libération et placer le titre sous une fondation régie par un fonds de dotation afin de lui garantir « la plus totale indépendance éditoriale, économique et financière ». Altice France va donc créer un fonds de dotation pour une presse indépendante dans lequel il intégrera le journal, dernier titre de presse écrite détenu par le groupe depuis la vente de L'Express en 2019.
« Moralement, éthiquement et journalistiquement, c’est un progrès », estime Laurent Joffrin, qui va intégrer le conseil d'administration du fonds de dotation. Altice France devrait continuer à épurer les dettes et dotera substantiellement la structure. Les salariés regrettent cependant de ne pas avoir été consultés. Ils demandent des certitudes en ce qui concerne le budget et le fonctionnement du titre et appellent à être intégrés dans la future gouvernance,.
Le 11 juin 2020, en remplacement de Clément Delpirou, Denis Olivennes est nommé cogérant de la publication avec Paul Quinio.
En septembre 2020, la SARL Libération passe à SAS Presse indépendante, détenue à 99,99 % par un fonds de dotation indépendant — le fonds de dotation pour une presse indépendante (FDPI) — et à 0,01 % par Denis Olivennes Conseil, tandis que Denis Olivennes lui-même — qui détient des actions à droit de vote préférentiel et le contrôle de SAS Presse indépendante, ainsi qu'un droit de préemption des actions du fonds en cas de cession — reste cogérant du quotidien. La question de la soi-disant « indépendance » du quotidien se pose alors, d'autant plus qu'Altice, la maison-mère de SFR, conserve une forte influence sur le journal. Ses cadres, Denis Olivennes y compris, sont présents à tous les étages du montage juridique qui permet de le contrôler.
Le 11 septembre, considérant que les conditions de la cession du journal à un fonds de dotation ne sont pas à même de garantir la pérennité du titre, une centaine de personnalités lancent un appel dans une tribune au Monde.
Le 16 septembre, Dov Alfon devient directeur de la publication, directeur de la rédaction et cogérant avec Denis Olivennes, en remplacement de Paul Quinio. Dans son premier éditorial, il précise les modalités de fonctionnement du fonds de dotation en réponse à ces interrogations.

### Résultats financiers
En 2017, Libération a réalisé un chiffre d'affaires de 36 024 200 € avec une perte de 3 317 700 €. L'effectif (donnée 2016) était de 184 collaborateurs.
En 2020, les dettes cumulées se situaient entre 45 et 50 millions d'euros.
En 2021, le chiffre d'affaires de Libération était de 31,5 millions d'euros, en hausse de 10 %. Toutefois, le journal était déficitaire, la perte d'exploitation s'élevant à 7,9 millions d'euros.

### Diffusion
La diffusion payée moyenne de Libération en France de 1996 à 2021
selon les chiffres publiés par l'ACPM :
| Année | Diffusion France payée | Diffusion France payée |
| ----- | ---------------------- | ---------------------- |
| 1996  | 160 531                | - 4,2 %                |
| 1997  | 170 770                | ▲ +6,38 %              |
| 1998  | 169 814                | ▼ −0,56 %              |
| 1999  | 169 427                | ▼ −0,23 %              |
| 2000  | 169 011                | - 0,2 %                |
| 2001  | 174 310                | + 4,3 %                |
| 2002  | 164 286                | - 5,8 %                |
| 2003  | 158 115                | - 3,7 %                |
| 2004  | 146 109                | - 7,6 %                |
| 2005  | 142 557                | - 2,4 %                |
| 2006  | 133 270                | - 6,5 %                |
| 2007  | 132 356                | - 0,7 %                |
| 2008  | 123 317                | - 6,8 %                |
| 2009  | 111 584                | - 4,1 %                |
| 2010  | 113 108                | + 1,4 %                |
| 2011  | 119 205                | + 5,4 %                |
| 2012  | 119 418                | + 0,2 %                |
| 2013  | 101 616                | - 14,9 %               |
| 2014  | 93 781                 | - 7,7 %                |
| 2015  | 88 395                 | - 5,7 %                |
| 2016  | 73 331                 | - 20,5 %               |
| 2017  | 75 275                 | + 2,7 %                |
| 2018  | 67 238                 | ▼ −10,68 %             |
| 2019  | 71 466                 | ▲ +6,29 %              |
| 2020  | 76 522                 | ▲ +7,07 %              |
| 2021  | 90 354                 | ▲ +18,08 %             |
| 2022  | 96 551                 | ▲ +6,86 %              |
| 2023  | 100 238                | ▲ +3,82 %              |
| 2024  | 110 271                | ▲ +10,01 %             |

Comme pour la plupart des autres quotidiens nationaux français, la diffusion payée a fortement baissé depuis 2001. La croissance, amorcée en 2011, ne semble plus se confirmer depuis 2013 : les chiffres semestriels de 2013 montrent une baisse de 11 % à 19 % par rapport à 2011 et 2012.
Au premier semestre 2014, le titre a une diffusion moyenne de 93 731 exemplaires. La baisse des ventes se poursuit, en 2015, notamment pour les ventes en kiosque (-26 % en septembre 2015).
En moyenne, en 2015 :
- environ 88 000 exemplaires papier par jour et 27 000 abonnés papier[141] ;
- environ 4 millions de visiteurs uniques en ligne jour[159] ;
- environ 10 000 abonnés numériques[141].

2017 a été une année positive, avec un retour à la croissance de la diffusion[réf. nécessaire]. Cependant, dès l'année suivante, les ventes chutent à nouveau de 10,6%.
À partir de 2018, la stratégie du journal évolue, avec le choix de mettre l'accent sur les abonnements numériques. Dans un communiqué, la direction de Libération annonce plus de 1 000 nouveaux abonnés par mois.
Le graphique qui aurait dû être présenté ici ne peut pas être affiché car il utilise l'ancienne extension Graph, désactivée pour des questions de sécurité. Des indications pour créer un nouveau graphique avec la nouvelle extension Chart sont disponibles ici.

À la fin de l'été 2022, Libération dépasse les 59 000 abonnés numériques. En 2023, le journal déclare disposer de 73 000 abonnés numériques et vise 115 000 abonnés numériques en 2025.

### Quelques collaborateurs deLibération, passés ou présents
- Jacques Amalric, rédacteur en chef de 2000 à 2002
- Marie-Dominique Arrighi
- Florence Aubenas[162]
- Christophe Ayad, Prix Albert-Londres 2004
- Antoine de Baecque, rédacteur en chef adjoint des pages Culture de 2001 à 2006
- Olivier Bertrand
- Fabrizio Calvi
- Sam Cambio
- Jean-Michel Caradec'h
- Sorj Chalandon, Prix Albert-Londres 1988
- Jean-Claude Coutausse, photographe
- Serge Daney, chroniqueur cinéma et télévision
- Jean-Pierre Delacroix
- Claire Devarrieux, Cahier Livres
- David Dufresne
- Éric Dupin
- Jacques Durand, chroniques taurines
- Lionel Froissart, journaliste sportif
- Philippe Gavi
- Vincent Glad
- Jean-Baptiste Harang
- Pierre Haski
- Jean Hatzfeld
- Jean-Michel Helvig
- Guy Hocquenghem
- Homéric (Frédéric Dion, dit)
- Sylvestre Huet
- Laurent Joffrin, ancien directeur de la rédaction
- Serge July
- Marc Kravetz
- Florent Latrive
- Édouard Launet
- Élisabeth Lebovici, critique d'art de 1991 à 2006
- Gérard Lefort, critique de cinéma, qui utilisa souvent avec ses collègues du service le pseudonyme de Bill Chernaud
- Luc Le Vaillant, Prix Albert-Londres 1998, dirigea la rubrique Portrait
- Robert Maggiori, philosophie, critique de livres
- Pierre Marcelle
- Luc Mathieu, Prix Albert-Londres 2015
- Gilles Millet,
- Gérard Mordillat, Cahier Livres
- Natalie Nougayrède, Prix Albert-Londres 2005
- Alain Pacadis, chroniqueur mondain
- Jean-Pierre Perrin
- Frédéric Pitchal, photographe
- Jean-Luc Pouthier, responsable des pages Rebonds dans les années 1990
- Denis Robert
- Daniel Schneidermann
- Dominique Simonnot, un temps présidente de la Société des rédacteurs
- Louis Skorecki
- Béatrice Vallaeys
(† 21 juin 2022). Journaliste, elle fut tout d’abord directrice adjointe de la rédaction avec Serge July avant la refondation du journal en 1981 pour ensuite diriger les rubriques Justice, Culture et Idées et fonder le magazine du week-end[163],[164],[165].
- Marie-Christine Vernay, danse
- Wiaz, dessin

## Société des journalistes et des personnels de Libération
Une société de journalistes a pour mission de veiller à l'indépendance journalistique du périodique.

## Société des lecteurs de Libération (SLL)
Fin septembre 2006, alors que le journal est menacé d'un dépôt de bilan, des salariés du journal créent la Société des lecteurs de Libération (SLL), afin « de resserrer les liens entre le journal et ses lecteurs [et] d’assurer l’indépendance éditoriale de Libération » dans un « univers médiatique contrôlé par quelques riches familles et groupes industriels ». Un bureau provisoire, constitué de trois salariés (Olivier Costemalle, responsable du service médias à Libération ; Nicolas Cori, journaliste au service économie ; et Martine Peigner, responsable de la promotion), gère les premiers pas de la SLL avec l'aide, notamment, de Karl Laske (journaliste au service Société), Catherine Cordonnier (responsable du CE) et Catherine Coroller (journaliste au service Société).
Selon Olivier Costemalle, « différentes sensibilités [représentatives de la rédaction] cohabitent au sein du bureau actuel. La SLL n’est pas impliquée dans les querelles qui divisent les salariés (et qui ont tendance à s’estomper, puisque le désaccord majeur portait sur la cogérance, qui est maintenant terminée). ».
À la fin de novembre 2006, la SLL revendique plus de 4 000 adhérents et 170 000 euros récoltés. Au début de décembre 2006, deux personnalités qui partagent les valeurs de Libération mais n'en sont pas salariés, Zina Rouabah et William Bourdon, deviennent coprésidents de la SLL. Ils ont notamment pour mission d’organiser une assemblée générale et de procéder à l’élection de nouveaux responsables au conseil d’administration et au bureau. Cette assemblée générale se tient en avril 2007, confirme Rouabah et Bourdon dans leurs fonctions et élit un conseil d'administration qui compte désormais 16 membres. L'association édite un journal, dont le 1er numéro sort en août 2007 et le deuxième en juin 2008, anime un site web et organise des rencontres dans toute la France, associant des lecteurs aux journalistes. En 2008, si les liens avec la direction du journal se sont largement distendues devant la faible coopération, ceux avec la Société Civile des Personnels de Libération (SCPL) ont été réaffirmés, notamment par la voix de son président, Christophe Ayad lors de la seconde AG de l'association le 21 juin 2008.

## Principales rubriques
En 2023, le journal compte, entre autres, les rubriques quotidiennes « Éditorial », « Monde », « France », « Événement », « Expresso », « Idées », « Le portrait », et régulièrement « CheckNews », « Food », « Tu mitonnes », « Radar », « Modes de vie », «Sports »,« Culture », « Images », « Musique », « Livres », « Cinéma », ...

## Le P'tit Libé
Lancé en octobre 2015, Le P'tit Libé est un supplément, destiné aux enfants de 7 à 12 ans, qui cesse de paraître en octobre 2020. Chaque vendredi, un sujet traité dans les médias pour adultes y est décrypté en profondeur.

### Histoire
Il est imaginé par les journalistes Cécile Bourgneuf, Sophie Gindensperger et Elsa Maudet et la graphiste Émilie Coquard. L'objectif : expliquer une fois par mois aux plus jeunes un sujet qui fait les gros titres. Le premier numéro, consacré à la crise des migrants, a paru en octobre 2015 :
- au lendemain des attentats du 13 novembre 2015, un numéro spécial[175] est publié afin d'expliquer l'événement. Étant donné le retentissement mondial de ces attaques, ce dossier est traduit en anglais[176] ;
- durant la campagne électorale pour l'élection présidentielle et les élections législatives de 2017, le journal expérimente un format hebdomadaire, avec son « P'tit carnet de bord des élections »[177] ;
- au cours du premier confinement de 2020, dû à la pandémie de Covid-19, le P'tit Libé publie tous les jours trois articles comprenant des tutos et des idées d’activités[170].

À l'été 2017 et l'été 2018, un hors-série papier appelé « Le petit journal des grandes vacances » est vendu en kiosque.
Après deux ans de publication mensuelle en version imprimée, le P'tit Libé devient hebdomadaire et passe au 100 % numérique sur abonnement fin 2017,.
En 2020, avec l’arrivée de Denis Olivennes et de Dov Alfon à la direction de Libération, une des premières mesures d'économie du journal alors déficitaire est de « concentrer ses efforts sur son offre généraliste » pour les adultes et le P'tit Libé cesse de paraître le 23 octobre.

### Contenu
Les numéros traitent de politique, d'actualité internationale, de sujets de société, de culture et de sport. Choisi en fonction des thèmes couverts par les médias généralistes à ce moment-là, un seul sujet, accompagné d'illustrations, est abordé chaque semaine.

## Critiques et polémiques

### Défense de pédocriminels

#### Affaires: Versailles, Dugué et films de la FNAC
En 2014, un livre d'Anne-Claude Ambroise-Rendu, historienne spécialiste de la pédophilie, de la justice et du crime, a cité le journal comme ayant, à plusieurs reprises, donné la parole à des pédocriminels à la fin des années 1970, par le dessin pédopornographique du 5 novembre 1978 du groupe Bazooka, une fellation d'enfant à un adulte, inséré par surprise dans les pages d'annonces « Taules », puis la publication, début 1979, d'une lettre de Jacques Dugué, un pédocriminel attendant son jugement en prison dans l'affaire Jacques Dugué et, en mars 1979, d'une pétition de 63 personnalités, parmi lesquelles Pascal Bruckner, Georges Moustaki et Christiane Rochefort, défendant un homme en détention préventive, accusé de pédocriminalité dans l'affaire des films de la FNAC. Quinze jours plus tard, les écrivains présumés pédophiles Tony Duvert et Gabriel Matzneff sont interviewés par Guy Hocquenghem, qui a rejoint Libération depuis 1975 et est, juste après, invité par Bernard Pivot à Apostrophes, où il vante Libération comme : le seul journal où on peut dire certaines choses sur « les rapports avec l'enfance ». Au cours de cette période, le quotidien, devenu déficitaire, refuse toujours la publicité commerciale et se met à publier des petites annonces pour mineurs de 12 à 18 ans[réf. nécessaire].
En janvier 1977, dans le cadre de l'affaire de Versailles, peu avant le procès de trois hommes en détention préventive depuis 38 mois, une pétition d'intellectuels titrée « trois ans pour des baisers et des caresses, ça suffit! » est publiée dans Le Monde puis dans Libération. Le lendemain de la pétition, le procès débute. Le Monde félicite la Cour d'assises de supprimer le huis-clos, même si les victimes sont mineures, afin que les signataires de la pétition comprennent pourquoi l'enquête a duré plus de trois ans, ainsi que son évolution : les victimes affirmaient avoir donné leur consentement, mais il s'avère très fragile vu leur âge et l'influence des adultes, comme le montre l'audience publique. Les témoins y révèlent aussi des faits plus graves que les simples caresses et baisers évoqués par la pétition, signée par 69 personnes au cours des semaines précédentes. Si la durée de la détention provisoire était « inadmissible », « là s'arrête l'indignation », écrit le journaliste envoyé par Le Monde, pour qui « ce procès n'est pas » celui « d'une société ultra-répressive » mais de « trois hommes qui ont repris en compte à leur profit et pour leur plaisir, des pulsions sexuelles ». Il « est naturel de ne pas aimer cette forme d'amour et d'intérêt », conclut le journal.
L'entourage des trois accusés rebondit sur cette polémique et réunit le 2 avril 1977 à l'université de Jussieu une trentaine de personnes, pour la plupart motivées par des questions d'aide juridiques. Cela est signalé par un encart publicitaire dans Libération du 7 mai 1977, texte annonçant aussi la création prochaine du « Front de libération des pédophiles » (FLIP), qui se réunira une seule fois, deux ans plus tard, avant d'être dissous.

#### Dessin de Bazooka et éditorial de Serge July
À l'été 1977, Serge July recrute Bazooka, groupe de graphistes du mouvement punk pour « secouer » le journal  en lui donnant « une totale liberté d'expression ». Selon lui « l'agression » graphique pratiquée par Bazooka « est aujourd’hui une manière d’exister, d’entretenir un rapport avec un monde désespérant ». Bazooka intervient au « marbre » (maquette), juste avant le départ aux rotatives, mais sa « dictature graphique » provoque les réticences de la rédaction et la collaboration cesse. Bazooka travaille alors pour une autre publication, créée par Libération, la revue Un Regard moderne, arrêtée en novembre 1978, après seulement six numéros, la rédaction de Libération accusant Bazooka de « pirater le journal au montage » par la publication, dans la page d'annonce « Taules » de la revue encartée dans le numéro du 5-6 novembre 1978, consacrée aux détenus, d'un dessin pédopornographique.
Le 1er mars 1979, l'annonce du projet de création d'un « Front de libération des pédophiles », déjà publiée en mai 1977 lors de l'affaire de Versailles, est publiée de nouveau par Libération, tout comme la lettre de Jacques Dugué, incarcéré pour des actes de pédophilie et le dessin pédopornographique ayant défrayé la chronique. Le tout accompagné d'un éditorial de Serge July titré « Les outrages de Libération », dans lequel il accuse le gouvernement de vouloir étouffer et marginaliser un journal « novateur », par les poursuites d'une justice « sclérosée » et « bourgeoise ».

#### Autocritiques de 2001 et 2020
Libération évoque, le premier, une partie de ces faits, dans un ensemble d'article publiés le 22 février 2001, en réponse à la republication par des journaux anglais, italiens et allemands, d'un article pédophile de Daniel Cohn-Bendit, tiré de son livre de 1975 Le Grand Bazar et paru à l'été 1976, peu après le suicide de la terroriste Ulrike Meinhof dans le magazine culturel allemand de son ex-mari, puis diffusé un quart de siècle plus tard à la presse par la fille de cette dernière.
La plupart des articles du 22 février 2001 dans Libération appuient une contre-attaque médiatique de Daniel Cohn-Bendit. Après deux semaines de silence, il est questionné dans une interview au 20 heures de TF1 sur ces écrits pédophiles.
L'un des articles, signé de Sorj Chalandon, tente d'y voir les errements d'un temps révolu, en affirmant que Libération a lui aussi été, « dans les années 1970 », pris dans le « vertige commun » de son époque, où les journalistes croyaient avoir pour tâche d'abattre ce qui semblait relever de l'ordre moral, aboutissant à faire l'apologie de comportements criminels. Cet article est centré notamment sur les dessins pédophiles du collectif Bazooka publiés de l'été 1977 à l'automne 1978, notamment celui de juin 1978 représentant « Patricia, douze ans », pratiquant une fellation sur un homme présenté comme son père. La 17e chambre du tribunal judiciaire de Paris condamne Libération à 3 000 francs d’amende, au motif que « ce dessin constitue, avec la légende qui l’explicite, « une scène aussi scandaleuse que révoltante et justiciable ».
Écrit sous la forme d'un court mea culpa récapitulatif, cet article de Sorj Chalandon de février 2001 ne dit cependant pas un mot de Christian Hennion, dont l'enfant, qui est sous sa tutelle, dénoncera les attouchements qu'il lui a fait subir, dans un livre publié en 2009. Interrogé pour la première fois sur cette omission en janvier 2020, Sorj Chalandon répond qu'elle relève de sa seule responsabilité. L'affaire Gabriel Matzneff venant d'éclore, le journal a de nouveau fait amende honorable à propos de diverses publications datant des années 1970, jugées complaisantes avec la pédophilie , mais sans évoquer le cas de Christian Hennion .
Libération aborde finalement le sujet le 10 janvier 2020 sur interpellation de ses lecteurs. Dans cet article, Libération revient sur les actes de pédophilie commis sur Franck Demules par son père adoptif et tuteur, Christian Hennion, à l'époque journaliste à Libération et dénoncé dans le livre Un petit tour en enfer publié en 2009. Libération cite plusieurs anciens journalistes de l'époque, dont une qui explique que tout le monde était plus au moins au courant, mais que les journalistes en rigolaient et que l'indignation était variable à Libération à cette époque. Checknews cite aussi le livre Dictionnaire amoureux du journalisme de Serge July, qui y décrit la relation entre Christian et Franck en ces termes : « J'ai souvent croisé cet adolescent, et il était difficile de dire s'il était seulement le protégé de Christian Hennion, son fils adoptif ou son amant. ». Dans cet article, Checknews cite Sorj Chalandon qui y explique ne pas avoir pensé à cette affaire pour son article et le regretter. Bénédicte Mei, qui s'occupait de l'administratif pour Libération, décrit Franck comme « Franck, c'est l'enfant martyr de Libération. ».
Peu après les articles datant de 2001, une enquête d'une jeune historienne, Anne-Claude Ambroise-Rendu, débouche sur le premier article scientifique sur le sujet, dans une revue spécialisée sur les médias en 2003, qui élargit la recherche sur 120 ans, puis sur un livre, en 2014.

### Affaire Tuvia Grossman
Le 2 octobre 2000, Libération publie un cliché, fourni par l'agence Associated Press, représentant, au premier plan, un jeune homme blessé (notamment à la tête) devant un policier israélien en arrière-plan, dressant de façon menaçante une matraque, qu'il légende comme : « un Palestinien victime des affrontements » et situant la scène sur l' esplanade des Mosquées à Jérusalem. Rapidement, il apparaît que le jeune homme blessé, du nom de Tuvia Grossman, est un étudiant juif qui a été sorti de son taxi et sévèrement molesté par une des Arabes, le soldat israélien tentant de lui apporter secours en faisant fuir ses agresseurs. Libération publie un démenti le 6 octobre, reconnaissant avoir légendé incorrectement le cliché et avoir indiqué un faux lieu.
Libération est condamné par le tribunal judiciaire de Paris le 3 avril 2002 par la 17e chambre à verser 4 500 euros de dommages-intérêts à Tuvia Grossman (défendu par William Goldnadel), pour atteinte à son image, aggravée par une légende erronée.

### Affaire Mehdi Meklat
En février 2017, alors que Mehdi Meklat est au cœur d'une polémique sur les réseaux sociaux, puis dans la presse, plusieurs personnalités et journalistes, notamment Jack Dion de Marianne, accusent Libération de prendre la défense du blogueur du Bondy Blog, dont il est partenaire. Celui-ci dénonce une « inversion des rôles et des responsabilités », qui rejette la faute sur les médias ayant dévoilé le racisme de Mehdi Meklat pour oublier ceux qui, à l'instar de Libération, « en ont fait leur chouchou ».

### Révélations concernant la «Ligue du LOL»
Le vendredi 8 février 2019, dans la soirée, le service Checknews de Libération révèle que plusieurs personnalités de la sphère journalistique parisienne, à partir de 2009, se sont livrées à un harcèlement de militantes, de journalistes féministes (aussi bien femmes qu'hommes) au sein d'un groupe Facebook autoproclamé « Ligue du LOL »,,.
Deux journalistes de Libération, Vincent Glad et Alexandre Hervaud, sont alors mis en cause. Le 11 février, le directeur de publication, Laurent Joffrin, annonce leur mise à pied à titre conservatoire. Le lundi 4 mars 2019, Laurent Joffrin confirme — lors d'un comité de rédaction — le licenciement des deux journalistes.
En juillet 2022, Vincent Glad fait condamner Libération aux prud'hommes pour licenciement abusif. Le quotidien devra lui verser près de 52 000 euros, dont 10 569 euros pour « licenciement sans cause réelle et sérieuse » et 30 000 euros d’indemnisation pour « licenciement vexatoire »,.

### Diffamation du professeur Jean-François Toussaint
Le 10 février 2022, le tribunal correctionnel de Paris condamne Dov Alfon, directeur de publication, à 8 000 euros de dommages et intérêts pour avoir publiquement diffamé le professeur Jean-François Toussaint dans la rubrique CheckNews et à la publication de sa condamnation. Selon le quotidien, lors d’une rétrospective de fin d’année, publiée le 24 décembre 2020, un entrefilet est consacré au documentaire conspirationniste Hold-Up, sur lequel CheckNews a écrit plusieurs articles lors des semaines précédentes. Dans ce court texte, Jean-François Toussaint est mentionné, à tort, en lieu et place de Christian Perronne, comme la personne « portant » le documentaire.

### Forum au Gabon pour redorer l'image d'Ali Bongo
La Lettre A, quotidien spécialisé dans les médias, révèle en mars 2019 qu'un forum au Gabon a été financé principalement par un service de la présidence gabonaise. Le projet de forum visait, selon Laurent Mauduit, à associer Libération à un plan de communication du président Ali Bongo, « pour redorer son blason ». En dépit d'un premier refus de la Société des personnels, celle-ci, sous la pression de la direction du journal, finit par s'incliner. Le quotidien aurait reçu 450 000 euros pour sa prestation, tandis que ses actionnaires auraient empoché trois millions d’euros. L'enquête diligentée en interne révèle que 450 000 euros de commissions auraient été versés à « un intermédiaire ». Pierre Fraidenraich présente sa démission du groupe Altice après ces révélations. Lui et le directeur de la rédaction Laurent Joffrin avaient été entendus comme témoins dans une enquête ouverte par le Parquet national financier concernant cet événement,. Lors de la conférence qui suit la révélation de cette affaire, Laurent Joffrin concède, devant une partie de la rédaction, avoir été au courant d'un « important complément d'argent » versé à Libération, en violation, selon Robin Andraca, « des engagements pris par la direction auprès des représentants des salariés en 2015 ».
Le 1er avril 2019, une motion de défiance, votée à une large majorité de 76,8 % des suffrages exprimés (72,8 % des journalistes ayant participé au vote), appelle à plus de transparence et à ce que les salariés du journal soient désormais représentés par un administrateur salarié disposant d'un droit de vote dans les instances du groupe qui décident de la gestion et de l’avenir du journal. La démission de Laurent Joffrin n'est cependant pas demandée.

## Dans la culture
Les pages du journal Libération font l'objet de nombreuses appropriations dans l'œuvre du peintre péruvien Herman Braun-Vega, généralement sous forme de collages ou de transferts d'encre. Ces inclusions, au-delà de leur apport graphique, donnent des indices sur la narration qui tisse l'œuvre. Ainsi, dans le tableau Un charnier de plus... (Ingres, Picasso), les coupures de presse constituent une liaison narrative entre la tragédie grecque d'Œdipe, au premier plan, et l'apparente insouciance d'une partie de football sur une plage péruvienne à l'arrière plan. De la même façon, dans Le temps des cerises (Monet, Cézanne, Picasso), les fragments de journaux qui ornent la nature morte du premier plan, indiquent que l'image idyllique du jeune homme offrant des cerises à sa partenaire évoque de façon sous-jacente le risque de transmission du virus du sida. Dans Double éclairage sur Occident (Vélasquez et Picasso), le pape Jean-Paul II recevant Kurt Waldheim au Vatican, tient dans les mains le journal Libération titrant sur la condamnation de Klaus Barbie. C'est encore le journal Libération que lit le peintre Gérard Fromanger dans son portrait réalisé par son ami Herman Braun-Vega.